# 2 de 8 sense folre
|  | Per a altres significats, vegeu «2 de 8 amb folre». |

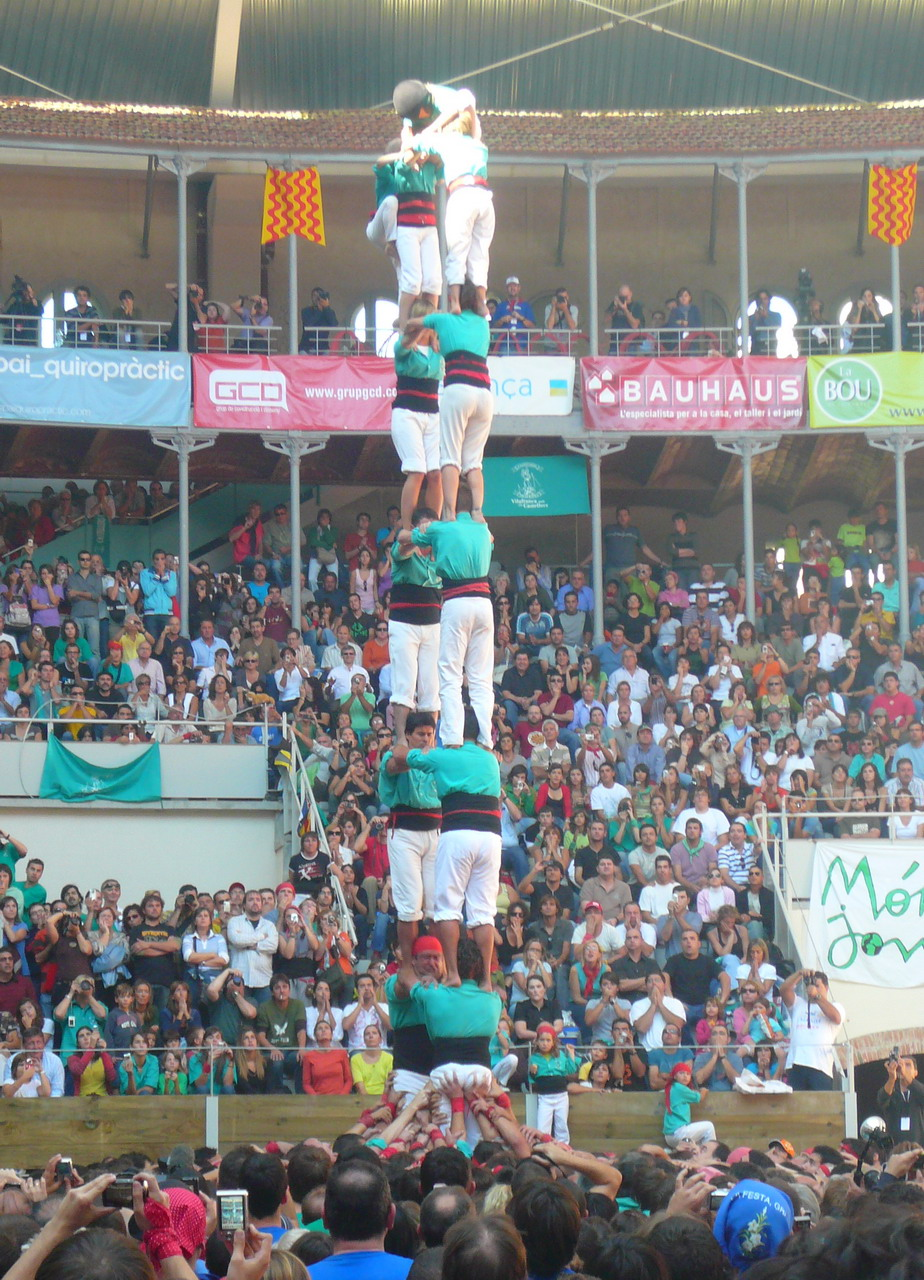
Dos de vuit dels Castellers de Vilafranca al XXII Concurs de castells de Tarragona pocs segons abans de carregar-se. (07/10/2008)

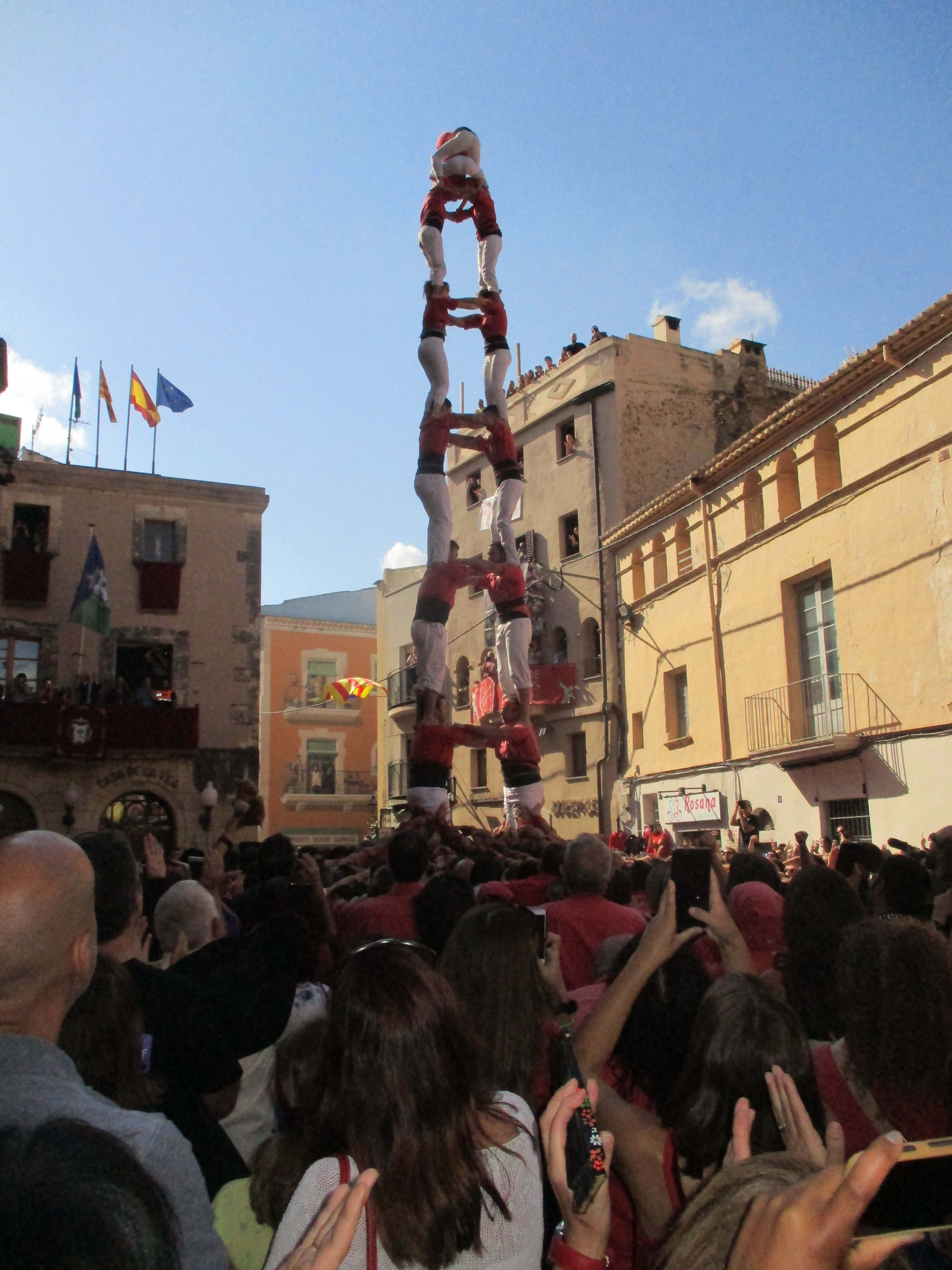
Dos de vuit de la Colla Joves Xiquets de Valls per la Fira de Santa Teresa del Vendrell del 2017

El 2 de 8 sense folre o torre de 8 sense folre, també anomenat simplement 2 de 8, torre de 8, dos de 8 net o torre de 8 neta, és un castell de gamma extra de 8 pisos d'alçada amb dues persones per pis. Aquesta estructura és considerada de màxima dificultat a causa de la seva fragilitat i manca de l'habitual folre, o dit d'una altra manera, sense l'habitual pinya suplementària amb què es realitza. És considerat el quart castell més difícil realitzat fins ara, només superat pel 3 de 10 amb folre i manilles, el 4 de 10 amb folre i manilles, ambdós descarregats, i pel 2 de 9 amb folre, carregat en 3 ocasions i mai descarregat.
La torre de vuit neta, només l'han pogut descarregar els Castellers de Vilafranca, la Colla Joves Xiquets de Valls i la Colla Vella dels Xiquets de Valls.

## Història
Segons algunes referències periodístiques la primera torre de vuit neta o sense folre és un castell que s'havia realitzat al segle xix per les dues colles vallenques durant les festes de Santa Tecla del 1881 a Tarragona, però les cròniques de l'època són confuses i es tracta d'un fet no suficientment contrastat.
Els primers intents d'aquest castell al segle xx van ser duts a terme per la Colla Joves dels Xiquets de Valls a les diades de Santa Úrsula (1987), Sant Fèlix (1994), Santa Teresa (1996) i al XVI Concurs de castells de Tarragona de l'any 1996.
El primer 2 de 8 carregat en el segle xx es va poder veure per la diada de Tots Sants, l'1 de novembre del 1999, a la plaça de la Vila de Vilafranca del Penedès, per part dels Castellers de Vilafranca. Posteriorment l'han carregat les dues colles de Valls. La Colla Vella el carregà per primera vegada el 5 de novembre de 2000 a Vila-rodona, i la Colla Joves el 24 d'octubre de 2004 en la diada de Santa Úrsula.
Al cap d'11 anys d'haver-la carregada per primer cop, els Castellers de Vilafranca van descarregar-la en la diada de Tots Sants del 2010 a la Plaça de la Vila de Vilafranca del Penedès, en una actuació històrica en què descarregaren quatre castells de gamma extra i que significà la segona millor actuació de tots els temps en aquell moment, després de la diada de Sant Fèlix del 2005. El 31 d'agost de 2011, l'endemà d'haver intentat sense èxit la torre de 9 sense manilles en la diada de Sant Fèlix, varen descarregar aquest castell per segona vegada, en la diada de Sant Ramon, a Vilafranca del Penedès. El 18 de setembre del 2011 la descarregaren de nou, aquesta vegada a la diada de Santa Tecla de Tarragona, i també ho feren a la diada de Sant Fèlix del 2012 i al XXIV Concurs de Castells de Tarragona. Posteriorment es va descarregar a la diada de Tots Sants del 2015 juntament amb el 3 de 9 amb folre i l'agulla, el 3 de 10 amb folre i manilles i el pilar de 8 amb folre i manilles. L'any 2017 els Castellers de Vilafranca van tornar a repetir la mateixa actuació que per Tots Sants del 2015, descarregant per tant també el 2 de 8 sense folre. La Colla Joves Xiquets de Valls el va carregar en aquesta mateixa diada (després d'haver-lo descarregat a assaig) i el va aconseguir descarregar per primera vegada per l'actuació de la Diada Nacional de 2017 a la plaça del Blat de Valls.
Un fet destacat en la història d'aquest castell fou quan els Castellers de Vilafranca van descarregar-la durant un assaig. Aquesta fita va tenir lloc el 21 de setembre de 2016 quan, preparant el castell pel XXVI Concurs de Castells de Tarragona i havent fet ja diverses proves fins a cassoleta aquella mateixa temporada, van optar per fer travessar l'enxaneta en una prova amb xarxa. Aquella mateixa temporada, els Minyons de Terrassa també van aconseguir descarregar aquesta estructura a assaig en una prova amb doble xarxa. Cal remarcar que cap d'aquestes dues colles que van aconseguir l'extraordinària fita de descarregar aquest castell durant un assaig va poder descarregar-lo a plaça aquella temporada (els Castellers de Vilafranca van carregar-lo en dues ocasions durant el XXVI Concurs de Castells de Tarragona i els Minyons de Terrassa van fer un intent durant la Diada dels Minyons de Terrassa que va cedir quan ja s'encavalcava l'enxaneta). Aquest últim fet mostra, una vegada més, l'enorme dificultat que suposa descarregar aquest castell.

## Colles

### Assolit
Actualment hi ha 3 colles castelleres que han aconseguit descarregar el 2 de 8 sense folre: els Castellers de Vilafranca, la Colla Joves Xiquets de Valls, i la Colla Vella dels Xiquets de Valls. La taula següent mostra la data, diada i plaça en què les colles el carregaren i/o descarregaren per primera vegada en el segle xx o xxi:
| Núm. | Colla                             | Carregat        | Diada                 | Plaça                                    | Descarregat      | Diada                               | Plaça                                    |
| ---- | --------------------------------- | --------------- | --------------------- | ---------------------------------------- | ---------------- | ----------------------------------- | ---------------------------------------- |
| 1    | Castellers de Vilafranca          | 1 novembre 1999 | Diada de Tots Sants   | Plaça de la Vila, Vilafranca del Penedès | 1 novembre 2010  | Diada de Tots Sants                 | Plaça de la Vila, Vilafranca del Penedès |
| 2    | Colla Joves Xiquets de Valls      | 24 octubre 2004 | Diada de Santa Úrsula | Plaça del Blat, Valls                    | 10 setembre 2017 | Vígilia Diada Nacional de Catalunya | Plaça del Blat, Valls                    |
| 3    | Colla Vella dels Xiquets de Valls | 5 novembre 2000 | Fira de Vila-rodona   | Plaça dels Arbres, Vila-rodona           | 29 juliol 2018   | Festa Major de Vilallonga del Camp  | Plaça de l'Església, Vilallonga del Camp |

### No assolit
Actualment hi ha 1 colla castellera que ha intentat el 2 de 8 sense folre, és a dir, que l'ha assajat i portat a plaça però que no l'ha carregat mai. La taula següent mostra la data, diada i plaça en què la colla l'intentà per primera vegada:
| Núm. | Colla               | Intent          | Diada                | Plaça                |
| ---- | ------------------- | --------------- | -------------------- | -------------------- |
| 1    | Minyons de Terrassa | 25 octubre 2015 | Diada de Sant Narcís | Plaça del Vi, Girona |

### Cronologia
La següent taula mostra una cronologia dels intents de 2 de 8 sense folre fets fins a l'actualitat (almenys a partir del segle xx). Hi figuren les colles que l'han intentat, la data, la diada, la plaça, el resultat del castell, els altres castells intentats en l'actuació i un comentari de cada una de les temptatives.
| \| Núm. \| Colla \| Data \| Diada \| Plaça \| Resultat \| Actuació \| Notes \| \| ---- \| --------------------------------- \| --------------------- \| -------------------------------------- \| ---------------------------------------- \| -------- \| ------------------------------------------------------- \| ------------------------------------------------------------------------------------------------------------------------------------------------------------------------- \| \| 1 \| Colla Joves Xiquets de Valls \| 25 d'octubre de 1987 \| Diada de Santa Úrsula \| Plaça del Blat, Valls \| Intent \| 2de8sf(i), 2de8f, 3de9f(i), 3de8, Pde5 \| Primer intent de 2de8sf de la història moderna dels castells. Primer intent de 2de8sf de la Colla Joves Xiquets de Valls. Primer intent de 2de8sf a Valls. \| \| 2 \| Colla Joves Xiquets de Valls \| 30 d'agost de 1994 \| Diada de Sant Fèlix \| Plaça de la Vila, Vilafranca del Penedès \| Intent \| 3de9f(c), 4de9f, 2de8sf(i), 2d8f, Pd5 \| Primer intent de 2de8sf a Vilafranca del Penedès. \| \| 3 \| Colla Joves Xiquets de Valls \| 6 d'octubre de 1996 \| XVI Concurs de castells de Tarragona \| Plaça de braus, Tarragona \| Intent \| 3de9f(id), 3de9f(id), 3de8, 4de9f, 2de8sf(i), 2d8f, Pd5 \| Primer intent de 2de8sf a Tarragona. \| \| 4 \| Colla Joves Xiquets de Valls \| 13 d'octubre de 1996 \| Diada de Santa Teresa \| Plaça vella, El Vendrell \| Intent \| 3de9f, 4de9f, 2de8sf(i), 2d8f, Pd5 \| Primer intent de 2de8sf al Vendrell. \| \| 5 \| Castellers de Vilafranca \| 1 de novembre de 1999 \| Diada de Tots Sants \| Plaça de la Vila, Vilafranca del Penedès \| Intent \| 4de9fa(i), 3de10fm(i), Tde8sf(i), Td8sf(c), Pde8fm \| Primer intent de Tde8sf dels Castellers de Vilafranca. \| \| 6 \| Castellers de Vilafranca \| 1 de novembre de 1999 \| Diada de Tots Sants \| Plaça de la Vila, Vilafranca del Penedès \| Carregat \| 4de9fa(i), 3de10fm(i), Td8sf(i), Tde8sf(c), Pde8fm \| Primera Tde8sf carregada de la història moderna dels castells. Primera Tde8sf carregada dels Castellers de Vilafranca. Primera Tde8sf carregada a Vilafranca del Penedès. \| \| 7 \| Castellers de Vilafranca \| 30 d'agost de 2000 \| Diada de Sant Fèlix \| Plaça de la Vila, Vilafranca del Penedès \| Intent \| 4de9fa, 5de9f(id), 5de9f, Tde8sf(i), Td9fm(c), Pde8fm \| \| \| 8 \| Colla Vella dels Xiquets de Valls \| 8 d'octubre de 2000 \| XVIII Concurs de castells de Tarragona \| Plaça de braus, Tarragona \| Intent \| 5de9f, 3de10fm(c), 2de8sf(i), 2de9fm \| Primer intent de 2de8sf de la Colla Vella dels Xiquets de Valls. \| \| 9 \| Castellers de Vilafranca \| 8 d'octubre de 2000 \| XVIII Concurs de castells de Tarragona \| Plaça de braus, Tarragona \| Carregat \| 4de9fa, 3de10fm(i), 3de10fm(i), Tde8sf(c), 4de9sf(i) \| Primera Tde8sf carregada a Tarragona. \| \| 10 \| Colla Vella dels Xiquets de Valls \| 6 d'octubre de 2000 \| Fira de Vila-Rodona \| Plaça dels arbres, Vila-Rodona \| Carregat \| 2de8sf(i), 3de9f(c), 4de8a, Pde6 \| Primer 2de8sf carregat de la Colla Vella dels Xiquets de Valls. \| |                                   |                       |                                        |                                          |          |                                                         | |
| Núm. | Colla                             | Data                  | Diada                                  | Plaça                                    | Resultat | Actuació                                                | Notes |
| 1 | Colla Joves Xiquets de Valls      | 25 d'octubre de 1987  | Diada de Santa Úrsula                  | Plaça del Blat, Valls                    | Intent   | 2de8sf(i), 2de8f, 3de9f(i), 3de8, Pde5                  | Primer intent de 2de8sf de la història moderna dels castells. Primer intent de 2de8sf de la Colla Joves Xiquets de Valls. Primer intent de 2de8sf a Valls.                |
| 2 | Colla Joves Xiquets de Valls      | 30 d'agost de 1994    | Diada de Sant Fèlix                    | Plaça de la Vila, Vilafranca del Penedès | Intent   | 3de9f(c), 4de9f, 2de8sf(i), 2d8f, Pd5                   | Primer intent de 2de8sf a Vilafranca del Penedès. |
| 3 | Colla Joves Xiquets de Valls      | 6 d'octubre de 1996   | XVI Concurs de castells de Tarragona   | Plaça de braus, Tarragona                | Intent   | 3de9f(id), 3de9f(id), 3de8, 4de9f, 2de8sf(i), 2d8f, Pd5 | Primer intent de 2de8sf a Tarragona. |
| 4 | Colla Joves Xiquets de Valls      | 13 d'octubre de 1996  | Diada de Santa Teresa                  | Plaça vella, El Vendrell                 | Intent   | 3de9f, 4de9f, 2de8sf(i), 2d8f, Pd5                      | Primer intent de 2de8sf al Vendrell. |
| 5 | Castellers de Vilafranca          | 1 de novembre de 1999 | Diada de Tots Sants                    | Plaça de la Vila, Vilafranca del Penedès | Intent   | 4de9fa(i), 3de10fm(i), Tde8sf(i), Td8sf(c), Pde8fm      | Primer intent de Tde8sf dels Castellers de Vilafranca. |
| 6 | Castellers de Vilafranca          | 1 de novembre de 1999 | Diada de Tots Sants                    | Plaça de la Vila, Vilafranca del Penedès | Carregat | 4de9fa(i), 3de10fm(i), Td8sf(i), Tde8sf(c), Pde8fm      | Primera Tde8sf carregada de la història moderna dels castells. Primera Tde8sf carregada dels Castellers de Vilafranca. Primera Tde8sf carregada a Vilafranca del Penedès. |
| 7 | Castellers de Vilafranca          | 30 d'agost de 2000    | Diada de Sant Fèlix                    | Plaça de la Vila, Vilafranca del Penedès | Intent   | 4de9fa, 5de9f(id), 5de9f, Tde8sf(i), Td9fm(c), Pde8fm   | |
| 8 | Colla Vella dels Xiquets de Valls | 8 d'octubre de 2000   | XVIII Concurs de castells de Tarragona | Plaça de braus, Tarragona                | Intent   | 5de9f, 3de10fm(c), 2de8sf(i), 2de9fm                    | Primer intent de 2de8sf de la Colla Vella dels Xiquets de Valls. |
| 9 | Castellers de Vilafranca          | 8 d'octubre de 2000   | XVIII Concurs de castells de Tarragona | Plaça de braus, Tarragona                | Carregat | 4de9fa, 3de10fm(i), 3de10fm(i), Tde8sf(c), 4de9sf(i)    | Primera Tde8sf carregada a Tarragona. |
| 10 | Colla Vella dels Xiquets de Valls | 6 d'octubre de 2000   | Fira de Vila-Rodona                    | Plaça dels arbres, Vila-Rodona           | Carregat | 2de8sf(i), 3de9f(c), 4de8a, Pde6                        | Primer 2de8sf carregat de la Colla Vella dels Xiquets de Valls. |

| Núm. | Colla                             | Data                  | Diada                                  | Plaça                                    | Resultat | Actuació                                                | Notes |
| ---- | --------------------------------- | --------------------- | -------------------------------------- | ---------------------------------------- | -------- | ------------------------------------------------------- | --- |
| 1    | Colla Joves Xiquets de Valls      | 25 d'octubre de 1987  | Diada de Santa Úrsula                  | Plaça del Blat, Valls                    | Intent   | 2de8sf(i), 2de8f, 3de9f(i), 3de8, Pde5                  | Primer intent de 2de8sf de la història moderna dels castells. Primer intent de 2de8sf de la Colla Joves Xiquets de Valls. Primer intent de 2de8sf a Valls.                |
| 2    | Colla Joves Xiquets de Valls      | 30 d'agost de 1994    | Diada de Sant Fèlix                    | Plaça de la Vila, Vilafranca del Penedès | Intent   | 3de9f(c), 4de9f, 2de8sf(i), 2d8f, Pd5                   | Primer intent de 2de8sf a Vilafranca del Penedès. |
| 3    | Colla Joves Xiquets de Valls      | 6 d'octubre de 1996   | XVI Concurs de castells de Tarragona   | Plaça de braus, Tarragona                | Intent   | 3de9f(id), 3de9f(id), 3de8, 4de9f, 2de8sf(i), 2d8f, Pd5 | Primer intent de 2de8sf a Tarragona. |
| 4    | Colla Joves Xiquets de Valls      | 13 d'octubre de 1996  | Diada de Santa Teresa                  | Plaça vella, El Vendrell                 | Intent   | 3de9f, 4de9f, 2de8sf(i), 2d8f, Pd5                      | Primer intent de 2de8sf al Vendrell. |
| 5    | Castellers de Vilafranca          | 1 de novembre de 1999 | Diada de Tots Sants                    | Plaça de la Vila, Vilafranca del Penedès | Intent   | 4de9fa(i), 3de10fm(i), Tde8sf(i), Td8sf(c), Pde8fm      | Primer intent de Tde8sf dels Castellers de Vilafranca. |
| 6    | Castellers de Vilafranca          | 1 de novembre de 1999 | Diada de Tots Sants                    | Plaça de la Vila, Vilafranca del Penedès | Carregat | 4de9fa(i), 3de10fm(i), Td8sf(i), Tde8sf(c), Pde8fm      | Primera Tde8sf carregada de la història moderna dels castells. Primera Tde8sf carregada dels Castellers de Vilafranca. Primera Tde8sf carregada a Vilafranca del Penedès. |
| 7    | Castellers de Vilafranca          | 30 d'agost de 2000    | Diada de Sant Fèlix                    | Plaça de la Vila, Vilafranca del Penedès | Intent   | 4de9fa, 5de9f(id), 5de9f, Tde8sf(i), Td9fm(c), Pde8fm   | |
| 8    | Colla Vella dels Xiquets de Valls | 8 d'octubre de 2000   | XVIII Concurs de castells de Tarragona | Plaça de braus, Tarragona                | Intent   | 5de9f, 3de10fm(c), 2de8sf(i), 2de9fm                    | Primer intent de 2de8sf de la Colla Vella dels Xiquets de Valls. |
| 9    | Castellers de Vilafranca          | 8 d'octubre de 2000   | XVIII Concurs de castells de Tarragona | Plaça de braus, Tarragona                | Carregat | 4de9fa, 3de10fm(i), 3de10fm(i), Tde8sf(c), 4de9sf(i)    | Primera Tde8sf carregada a Tarragona. |
| 10   | Colla Vella dels Xiquets de Valls | 6 d'octubre de 2000   | Fira de Vila-Rodona                    | Plaça dels arbres, Vila-Rodona           | Carregat | 2de8sf(i), 3de9f(c), 4de8a, Pde6                        | Primer 2de8sf carregat de la Colla Vella dels Xiquets de Valls. |

| \| Núm. \| Colla \| Data \| Diada \| Plaça \| Resultat \| Actuació \| Notes \| \| ---- \| --------------------------------- \| ---------------------- \| -------------------------------------- \| ---------------------------------------- \| ---------------- \| ------------------------------------------------------------ \| ---------------------------------------------------------------------------------------------------------------------------------------------------------------------------------- \| \| 11 \| Castellers de Vilafranca \| 30 de setembre de 2001 \| Diada de Sant Miquel \| Plaça de la Vila, Vilafranca del Penedès \| Intent \| 3de10fm(i), Tde8sf(i), 4de9f, Tde8sf(i), Pde5 \| \| \| 12 \| Castellers de Vilafranca \| 30 de setembre de 2001 \| Diada de Sant Miquel \| Plaça de la Vila, Vilafranca del Penedès \| Intent \| 3de10fm(i), Tde8sf(i), 4de9f, Tde8sf(i), Pde5 \| \| \| 13 \| Castellers de Vilafranca \| 12 d'octubre de 2001 \| Festes Urb. Cal Rubió \| Cal Rubió, Santa Margarida i Els Monjos \| Intent \| 4de8, Tde8sf(i), 3de9f(id), 3de8, 5de7, Pde5 \| Primer intent de Tde8sf a Santa Margarida i els Monjos. \| \| 14 \| Colla Joves Xiquets de Valls \| 21 d'octubre de 2001 \| Diada de Santa Úrsula \| Plaça del Blat, Valls \| Intent \| 4de9sf(c), 2de9fm(id), 2de9fm(c), 2de8sf(i), 3de9f(id), Pde5 \| \| \| 15 \| Colla Vella dels Xiquets de Valls \| 21 d'octubre de 2001 \| Diada de Santa Úrsula \| Plaça del Blat, Valls \| Intent \| 4de9sf(i), 4de9fa(c), 4de9sf(c), 2de8sf(i), 2de8sf(id), Pde5 \| \| \| 16 \| Colla Vella dels Xiquets de Valls \| 21 d'octubre de 2001 \| Diada de Santa Úrsula \| Plaça del Blat, Valls \| Intent Desmuntat \| 4de9sf(i), 4de9fa(c), 4de9sf(c), 2de8sf(i), 2de8sf(id), Pde5 \| \| \| 17 \| Colla Vella dels Xiquets de Valls \| 6 d'octubre de 2002 \| XIX Concurs de castells de Tarragona \| Plaça de Braus, Tarragona \| Intent \| 4de9fa(c), 5de9f, 2de8sf(i), 2de9sm(i) \| \| \| 18 \| Castellers de Vilafranca \| 30 d'agost de 2004 \| Diada de Sant Fèlix \| Plaça de la Vila, Vilafranca del Penedès \| Carregat \| 4de9fa(c), Tde8sf(c), 5de9f(c), Pde7f \| \| \| 19 \| Castellers de Vilafranca \| 3 d'octubre de 2004 \| XX Concurs de castells de Tarragona \| Plaça de Braus, Tarragona \| Carregat \| 4de9fa, Pde8fm, Tde8sf(c), 3de10fm(i) \| \| \| 20 \| Colla Vella dels Xiquets de Valls \| 3 d'octubre de 2004 \| XX Concurs de castells de Tarragona \| Plaça de Braus, Tarragona \| Intent \| 5de9f(c), 4de9fa, 2de8sf(i), 2de8sf(i), 3de9sf(i) \| \| \| 21 \| Colla Vella dels Xiquets de Valls \| 3 d'octubre de 2004 \| XX Concurs de castells de Tarragona \| Plaça de Braus, Tarragona \| Intent \| 5de9f(c), 4de9fa, 2de8sf(i), 2de8sf(i), 3de9sf(i) \| \| \| 22 \| Colla Joves Xiquets de Valls \| 17 d'octubre de 2004 \| Fira de Santa Teresa \| Plaça Vella, El Vendrell \| Intent Desmuntat \| 3de9f(id), 2de8sf(id), 2de8f, 4de8, Pde5 \| \| \| 23 \| Colla Joves Xiquets de Valls \| 24 d'octubre de 2004 \| Diada de Santa Úrsula \| Plaça del Blat, Valls \| Carregat \| 2de8sf(i), 4de9f, 3de9sf(i), 3de9f, Pde5 \| Primer 2de8sf carregat de la Colla Joves Xiquets de Valls. \| \| 24 \| Colla Vella dels Xiquets de Valls \| 24 d'octubre de 2004 \| Diada de Santa Úrsula \| Plaça del Blat, Valls \| Intent \| 2de8sf(i), 5de9f(i), 4de9f, 3de9f(c), Pde5 \| \| \| 25 \| Colla Joves Xiquets de Valls \| 2 d'octubre de 2005 \| Diada del Mercadal \| Plaça del Mercadal, Reus \| Intent \| 3de9f,2de8sf(i), 4de9f, 5de8, Pde7f(i) \| \| \| 26 \| Colla Joves Xiquets de Valls \| 23 d'octubre de 2005 \| Diada de Santa Úrsula \| Plaça del Blat, Valls \| Intent \| 2de8sf(i), 5de8, 4de9f \| \| \| 27 \| Colla Vella dels Xiquets de Valls \| 6 de novembre de 2005 \| Fira de Vila-Rodona \| Plaça dels Arbres, Vila-Rodona \| Intent \| 5de8, 2de8sf(i), 3de8, 2de8sf(i), 4de8, Pde5 \| \| \| 28 \| Colla Vella dels Xiquets de Valls \| 6 de novembre de 2005 \| Fira de Vila-Rodona \| Plaça dels Arbres, Vila-Rodona \| Intent \| 5de8, 2de8sf(i), 3de8, 2de8sf(i), 4de8, Pde5 \| \| \| 29 \| Castellers de Vilafranca \| 1 d'octubre de 2006 \| XXI Concurs de castells de Tarragona \| Plaça de Braus, Tarragona \| Carregat \| 4de9fa, 5de9f, Tde8sf(c), 3de10fm(i) \| \| \| 30 \| Colla Vella dels Xiquets de Valls \| 22 d'octubre de 2006 \| Diada de Santa Úrsula \| Plaça del Blat, Valls \| Intent Desmuntat \| 3de9f, 4de9fa(id), 4de9fa(i), 4de8a, 2de8sf(id), 5de8, Pde7f \| \| \| 31 \| Colla Vella dels Xiquets de Valls \| 5 de novembre de 2006 \| Fira de Vila-Rodona \| Plaça dels Arbres, Vila-Rodona \| Carregat \| 2de8sf(c), 4de8a, 5de8, Pde6 \| \| \| 32 \| Colla Joves Xiquets de Valls \| 4 de novembre de 2007 \| Fira de Vila-Rodona \| Plaça dels Arbres, Vila-Rodona \| Intent \| 2de8sf(c), 3de8, 4de8, 4de8a(id), 4de8a(i), Pde5 \| \| \| 33 \| Castellers de Vilafranca \| 5 d'octubre de 2008 \| XXII Concurs de castells de Tarragona \| Tarraco Arena, Tarragona \| Carregat \| 4de9fa, Pde8fm, Tde8sf(c), 4de9sf(c) \| \| \| 34 \| Colla Joves Xiquets de Valls \| 5 d'octubre de 2008 \| XXII Concurs de castells de Tarragona \| Tarraco Arena, Tarragona \| Intent \| 5de9f(i), 3de9f, 2de8sf(i), 4de9f(c), 5de8 \| \| \| 35 \| Castellers de Vilafranca \| 3 d'octubre de 2010 \| XXIII Concurs de castells de Tarragona \| Tarraco Arena, Tarragona \| Intent \| 4de9fa, Pde8fm(c), 5de9f, Tde8sf(i) \| \| \| 36 \| Castellers de Vilafranca \| 1 de novembre de 2010 \| Diada de Tots Sants \| Plaça de la Vila, Vilafranca del Penedès \| Descarregat \| 4de9fa, Tde8sf, 3de9fa, Pde8fm \| Primera Tde8sf descarregada de la història moderna dels castells. Primera Tde8sf descarregada dels Castellers de Vilafranca. Primera Tde8sf descarregada a Vilafranca del Penedès. \| |                                   |                        |                                        |                                          |                  |                                                              | |
| Núm. | Colla                             | Data                   | Diada                                  | Plaça                                    | Resultat         | Actuació                                                     | Notes |
| 11 | Castellers de Vilafranca          | 30 de setembre de 2001 | Diada de Sant Miquel                   | Plaça de la Vila, Vilafranca del Penedès | Intent           | 3de10fm(i), Tde8sf(i), 4de9f, Tde8sf(i), Pde5                | |
| 12 | Castellers de Vilafranca          | 30 de setembre de 2001 | Diada de Sant Miquel                   | Plaça de la Vila, Vilafranca del Penedès | Intent           | 3de10fm(i), Tde8sf(i), 4de9f, Tde8sf(i), Pde5                | |
| 13 | Castellers de Vilafranca          | 12 d'octubre de 2001   | Festes Urb. Cal Rubió                  | Cal Rubió, Santa Margarida i Els Monjos  | Intent           | 4de8, Tde8sf(i), 3de9f(id), 3de8, 5de7, Pde5                 | Primer intent de Tde8sf a Santa Margarida i els Monjos. |
| 14 | Colla Joves Xiquets de Valls      | 21 d'octubre de 2001   | Diada de Santa Úrsula                  | Plaça del Blat, Valls                    | Intent           | 4de9sf(c), 2de9fm(id), 2de9fm(c), 2de8sf(i), 3de9f(id), Pde5 | |
| 15 | Colla Vella dels Xiquets de Valls | 21 d'octubre de 2001   | Diada de Santa Úrsula                  | Plaça del Blat, Valls                    | Intent           | 4de9sf(i), 4de9fa(c), 4de9sf(c), 2de8sf(i), 2de8sf(id), Pde5 | |
| 16 | Colla Vella dels Xiquets de Valls | 21 d'octubre de 2001   | Diada de Santa Úrsula                  | Plaça del Blat, Valls                    | Intent Desmuntat | 4de9sf(i), 4de9fa(c), 4de9sf(c), 2de8sf(i), 2de8sf(id), Pde5 | |
| 17 | Colla Vella dels Xiquets de Valls | 6 d'octubre de 2002    | XIX Concurs de castells de Tarragona   | Plaça de Braus, Tarragona                | Intent           | 4de9fa(c), 5de9f, 2de8sf(i), 2de9sm(i)                       | |
| 18 | Castellers de Vilafranca          | 30 d'agost de 2004     | Diada de Sant Fèlix                    | Plaça de la Vila, Vilafranca del Penedès | Carregat         | 4de9fa(c), Tde8sf(c), 5de9f(c), Pde7f                        | |
| 19 | Castellers de Vilafranca          | 3 d'octubre de 2004    | XX Concurs de castells de Tarragona    | Plaça de Braus, Tarragona                | Carregat         | 4de9fa, Pde8fm, Tde8sf(c), 3de10fm(i)                        | |
| 20 | Colla Vella dels Xiquets de Valls | 3 d'octubre de 2004    | XX Concurs de castells de Tarragona    | Plaça de Braus, Tarragona                | Intent           | 5de9f(c), 4de9fa, 2de8sf(i), 2de8sf(i), 3de9sf(i)            | |
| 21 | Colla Vella dels Xiquets de Valls | 3 d'octubre de 2004    | XX Concurs de castells de Tarragona    | Plaça de Braus, Tarragona                | Intent           | 5de9f(c), 4de9fa, 2de8sf(i), 2de8sf(i), 3de9sf(i)            | |
| 22 | Colla Joves Xiquets de Valls      | 17 d'octubre de 2004   | Fira de Santa Teresa                   | Plaça Vella, El Vendrell                 | Intent Desmuntat | 3de9f(id), 2de8sf(id), 2de8f, 4de8, Pde5                     | |
| 23 | Colla Joves Xiquets de Valls      | 24 d'octubre de 2004   | Diada de Santa Úrsula                  | Plaça del Blat, Valls                    | Carregat         | 2de8sf(i), 4de9f, 3de9sf(i), 3de9f, Pde5                     | Primer 2de8sf carregat de la Colla Joves Xiquets de Valls. |
| 24 | Colla Vella dels Xiquets de Valls | 24 d'octubre de 2004   | Diada de Santa Úrsula                  | Plaça del Blat, Valls                    | Intent           | 2de8sf(i), 5de9f(i), 4de9f, 3de9f(c), Pde5                   | |
| 25 | Colla Joves Xiquets de Valls      | 2 d'octubre de 2005    | Diada del Mercadal                     | Plaça del Mercadal, Reus                 | Intent           | 3de9f,2de8sf(i), 4de9f, 5de8, Pde7f(i)                       | |
| 26 | Colla Joves Xiquets de Valls      | 23 d'octubre de 2005   | Diada de Santa Úrsula                  | Plaça del Blat, Valls                    | Intent           | 2de8sf(i), 5de8, 4de9f                                       | |
| 27 | Colla Vella dels Xiquets de Valls | 6 de novembre de 2005  | Fira de Vila-Rodona                    | Plaça dels Arbres, Vila-Rodona           | Intent           | 5de8, 2de8sf(i), 3de8, 2de8sf(i), 4de8, Pde5                 | |
| 28 | Colla Vella dels Xiquets de Valls | 6 de novembre de 2005  | Fira de Vila-Rodona                    | Plaça dels Arbres, Vila-Rodona           | Intent           | 5de8, 2de8sf(i), 3de8, 2de8sf(i), 4de8, Pde5                 | |
| 29 | Castellers de Vilafranca          | 1 d'octubre de 2006    | XXI Concurs de castells de Tarragona   | Plaça de Braus, Tarragona                | Carregat         | 4de9fa, 5de9f, Tde8sf(c), 3de10fm(i)                         | |
| 30 | Colla Vella dels Xiquets de Valls | 22 d'octubre de 2006   | Diada de Santa Úrsula                  | Plaça del Blat, Valls                    | Intent Desmuntat | 3de9f, 4de9fa(id), 4de9fa(i), 4de8a, 2de8sf(id), 5de8, Pde7f | |
| 31 | Colla Vella dels Xiquets de Valls | 5 de novembre de 2006  | Fira de Vila-Rodona                    | Plaça dels Arbres, Vila-Rodona           | Carregat         | 2de8sf(c), 4de8a, 5de8, Pde6                                 | |
| 32 | Colla Joves Xiquets de Valls      | 4 de novembre de 2007  | Fira de Vila-Rodona                    | Plaça dels Arbres, Vila-Rodona           | Intent           | 2de8sf(c), 3de8, 4de8, 4de8a(id), 4de8a(i), Pde5             | |
| 33 | Castellers de Vilafranca          | 5 d'octubre de 2008    | XXII Concurs de castells de Tarragona  | Tarraco Arena, Tarragona                 | Carregat         | 4de9fa, Pde8fm, Tde8sf(c), 4de9sf(c)                         | |
| 34 | Colla Joves Xiquets de Valls      | 5 d'octubre de 2008    | XXII Concurs de castells de Tarragona  | Tarraco Arena, Tarragona                 | Intent           | 5de9f(i), 3de9f, 2de8sf(i), 4de9f(c), 5de8                   | |
| 35 | Castellers de Vilafranca          | 3 d'octubre de 2010    | XXIII Concurs de castells de Tarragona | Tarraco Arena, Tarragona                 | Intent           | 4de9fa, Pde8fm(c), 5de9f, Tde8sf(i)                          | |
| 36 | Castellers de Vilafranca          | 1 de novembre de 2010  | Diada de Tots Sants                    | Plaça de la Vila, Vilafranca del Penedès | Descarregat      | 4de9fa, Tde8sf, 3de9fa, Pde8fm                               | Primera Tde8sf descarregada de la història moderna dels castells. Primera Tde8sf descarregada dels Castellers de Vilafranca. Primera Tde8sf descarregada a Vilafranca del Penedès. |

| Núm. | Colla                             | Data                   | Diada                                  | Plaça                                    | Resultat         | Actuació                                                     | Notes |
| ---- | --------------------------------- | ---------------------- | -------------------------------------- | ---------------------------------------- | ---------------- | ------------------------------------------------------------ | --- |
| 11   | Castellers de Vilafranca          | 30 de setembre de 2001 | Diada de Sant Miquel                   | Plaça de la Vila, Vilafranca del Penedès | Intent           | 3de10fm(i), Tde8sf(i), 4de9f, Tde8sf(i), Pde5                | |
| 12   | Castellers de Vilafranca          | 30 de setembre de 2001 | Diada de Sant Miquel                   | Plaça de la Vila, Vilafranca del Penedès | Intent           | 3de10fm(i), Tde8sf(i), 4de9f, Tde8sf(i), Pde5                | |
| 13   | Castellers de Vilafranca          | 12 d'octubre de 2001   | Festes Urb. Cal Rubió                  | Cal Rubió, Santa Margarida i Els Monjos  | Intent           | 4de8, Tde8sf(i), 3de9f(id), 3de8, 5de7, Pde5                 | Primer intent de Tde8sf a Santa Margarida i els Monjos. |
| 14   | Colla Joves Xiquets de Valls      | 21 d'octubre de 2001   | Diada de Santa Úrsula                  | Plaça del Blat, Valls                    | Intent           | 4de9sf(c), 2de9fm(id), 2de9fm(c), 2de8sf(i), 3de9f(id), Pde5 | |
| 15   | Colla Vella dels Xiquets de Valls | 21 d'octubre de 2001   | Diada de Santa Úrsula                  | Plaça del Blat, Valls                    | Intent           | 4de9sf(i), 4de9fa(c), 4de9sf(c), 2de8sf(i), 2de8sf(id), Pde5 | |
| 16   | Colla Vella dels Xiquets de Valls | 21 d'octubre de 2001   | Diada de Santa Úrsula                  | Plaça del Blat, Valls                    | Intent Desmuntat | 4de9sf(i), 4de9fa(c), 4de9sf(c), 2de8sf(i), 2de8sf(id), Pde5 | |
| 17   | Colla Vella dels Xiquets de Valls | 6 d'octubre de 2002    | XIX Concurs de castells de Tarragona   | Plaça de Braus, Tarragona                | Intent           | 4de9fa(c), 5de9f, 2de8sf(i), 2de9sm(i)                       | |
| 18   | Castellers de Vilafranca          | 30 d'agost de 2004     | Diada de Sant Fèlix                    | Plaça de la Vila, Vilafranca del Penedès | Carregat         | 4de9fa(c), Tde8sf(c), 5de9f(c), Pde7f                        | |
| 19   | Castellers de Vilafranca          | 3 d'octubre de 2004    | XX Concurs de castells de Tarragona    | Plaça de Braus, Tarragona                | Carregat         | 4de9fa, Pde8fm, Tde8sf(c), 3de10fm(i)                        | |
| 20   | Colla Vella dels Xiquets de Valls | 3 d'octubre de 2004    | XX Concurs de castells de Tarragona    | Plaça de Braus, Tarragona                | Intent           | 5de9f(c), 4de9fa, 2de8sf(i), 2de8sf(i), 3de9sf(i)            | |
| 21   | Colla Vella dels Xiquets de Valls | 3 d'octubre de 2004    | XX Concurs de castells de Tarragona    | Plaça de Braus, Tarragona                | Intent           | 5de9f(c), 4de9fa, 2de8sf(i), 2de8sf(i), 3de9sf(i)            | |
| 22   | Colla Joves Xiquets de Valls      | 17 d'octubre de 2004   | Fira de Santa Teresa                   | Plaça Vella, El Vendrell                 | Intent Desmuntat | 3de9f(id), 2de8sf(id), 2de8f, 4de8, Pde5                     | |
| 23   | Colla Joves Xiquets de Valls      | 24 d'octubre de 2004   | Diada de Santa Úrsula                  | Plaça del Blat, Valls                    | Carregat         | 2de8sf(i), 4de9f, 3de9sf(i), 3de9f, Pde5                     | Primer 2de8sf carregat de la Colla Joves Xiquets de Valls. |
| 24   | Colla Vella dels Xiquets de Valls | 24 d'octubre de 2004   | Diada de Santa Úrsula                  | Plaça del Blat, Valls                    | Intent           | 2de8sf(i), 5de9f(i), 4de9f, 3de9f(c), Pde5                   | |
| 25   | Colla Joves Xiquets de Valls      | 2 d'octubre de 2005    | Diada del Mercadal                     | Plaça del Mercadal, Reus                 | Intent           | 3de9f,2de8sf(i), 4de9f, 5de8, Pde7f(i)                       | |
| 26   | Colla Joves Xiquets de Valls      | 23 d'octubre de 2005   | Diada de Santa Úrsula                  | Plaça del Blat, Valls                    | Intent           | 2de8sf(i), 5de8, 4de9f                                       | |
| 27   | Colla Vella dels Xiquets de Valls | 6 de novembre de 2005  | Fira de Vila-Rodona                    | Plaça dels Arbres, Vila-Rodona           | Intent           | 5de8, 2de8sf(i), 3de8, 2de8sf(i), 4de8, Pde5                 | |
| 28   | Colla Vella dels Xiquets de Valls | 6 de novembre de 2005  | Fira de Vila-Rodona                    | Plaça dels Arbres, Vila-Rodona           | Intent           | 5de8, 2de8sf(i), 3de8, 2de8sf(i), 4de8, Pde5                 | |
| 29   | Castellers de Vilafranca          | 1 d'octubre de 2006    | XXI Concurs de castells de Tarragona   | Plaça de Braus, Tarragona                | Carregat         | 4de9fa, 5de9f, Tde8sf(c), 3de10fm(i)                         | |
| 30   | Colla Vella dels Xiquets de Valls | 22 d'octubre de 2006   | Diada de Santa Úrsula                  | Plaça del Blat, Valls                    | Intent Desmuntat | 3de9f, 4de9fa(id), 4de9fa(i), 4de8a, 2de8sf(id), 5de8, Pde7f | |
| 31   | Colla Vella dels Xiquets de Valls | 5 de novembre de 2006  | Fira de Vila-Rodona                    | Plaça dels Arbres, Vila-Rodona           | Carregat         | 2de8sf(c), 4de8a, 5de8, Pde6                                 | |
| 32   | Colla Joves Xiquets de Valls      | 4 de novembre de 2007  | Fira de Vila-Rodona                    | Plaça dels Arbres, Vila-Rodona           | Intent           | 2de8sf(c), 3de8, 4de8, 4de8a(id), 4de8a(i), Pde5             | |
| 33   | Castellers de Vilafranca          | 5 d'octubre de 2008    | XXII Concurs de castells de Tarragona  | Tarraco Arena, Tarragona                 | Carregat         | 4de9fa, Pde8fm, Tde8sf(c), 4de9sf(c)                         | |
| 34   | Colla Joves Xiquets de Valls      | 5 d'octubre de 2008    | XXII Concurs de castells de Tarragona  | Tarraco Arena, Tarragona                 | Intent           | 5de9f(i), 3de9f, 2de8sf(i), 4de9f(c), 5de8                   | |
| 35   | Castellers de Vilafranca          | 3 d'octubre de 2010    | XXIII Concurs de castells de Tarragona | Tarraco Arena, Tarragona                 | Intent           | 4de9fa, Pde8fm(c), 5de9f, Tde8sf(i)                          | |
| 36   | Castellers de Vilafranca          | 1 de novembre de 2010  | Diada de Tots Sants                    | Plaça de la Vila, Vilafranca del Penedès | Descarregat      | 4de9fa, Tde8sf, 3de9fa, Pde8fm                               | Primera Tde8sf descarregada de la història moderna dels castells. Primera Tde8sf descarregada dels Castellers de Vilafranca. Primera Tde8sf descarregada a Vilafranca del Penedès. |

| \| Núm. \| Colla \| Data \| Diada \| Plaça \| Resultat \| Actuació \| Notes \| \| ---- \| --------------------------------- \| ---------------------- \| -------------------------------------------- \| ----------------------------------------------- \| ---------------- \| -------------------------------------------------------------- \| ------------------------------------------------------------------------------------------------------------------- \| \| 37 \| Castellers de Vilafranca \| 31 d'agost de 2011 \| Diada de Sant Ramon \| Plaça de la Vila, Vilafranca del Penedès \| Descarregat \| 3de9f, Tde8sf, 4de9fa(id), 4de9fa, Pde8fm \| \| \| 38 \| Castellers de Vilafranca \| 18 de setembre de 2011 \| Diada del primer diumenge de festes \| Plaça de la Font, Tarragona \| Descarregat \| 3de9f, 4de9f, Tde8sf, Pde7f \| \| \| 39 \| Castellers de Vilafranca \| 30 d'agost de 2012 \| Diada de Sant Fèlix \| Plaça de la Vila, Vilafranca del Penedès \| Descarregat \| 4de9fa, 3de9fa, Tde8sf, Pde8fm \| \| \| 40 \| Castellers de Vilafranca \| 7 d'octubre de 2012 \| XXIV Concurs de castells de Tarragona \| Tarraco Arena, Tarragona \| Descarregat \| 4defa(c), 3de9fa(c), Tde8sf, 4de9sf \| \| \| 41 \| Colla Vella dels Xiquets de Valls \| 5 d'octubre de 2014 \| XXV Concurs de castells de Tarragona \| Tarraco Arena, Tarragona \| Carregat \| 4de9fa, 3de10fm(c), 2de8sf(c), 4de9sf(id) \| \| \| 42 \| Castellers de Vilafranca \| 5 d'octubre de 2014 \| XXV Concurs de castells de Tarragona \| Tarraco Arena, Tarragona \| Carregat \| 4de9fa, 3de9fa, Tde8sf(c), 3de10fm(c) \| \| \| 43 \| Colla Joves Xiquets de Valls \| 12 d'octubre de 2014 \| Fira de Santa Teresa \| Plaça Vella, El Vendrell \| Carregat \| 3de9f, 4de9f, 2de8sf(c), Pde7f(c) \| \| \| 44 \| Colla Joves Xiquets de Valls \| 26 d'octubre de 2014 \| Diada de Santa Úrsula \| Plaça del Blat, Valls \| Intent \| 5de9f, 4de9sf(c), 2de8sf(i), 3de9f \| \| \| 45 \| Castellers de Vilafranca \| 30 d'agost de 2015 \| Diada de Sant Fèlix \| Plaça de la Vila, Vilafranca del Penedès \| Carregat \| 3de9fa, 3de10fm(id), 3de10fm(c), Tde8sf(c), Pde8fm \| \| \| 46 \| Colla Vella dels Xiquets de Valls \| 30 d'agost de 2015 \| Diada de Sant Fèlix \| Plaça de la Vila, Vilafranca del Penedès \| Carregat \| 4de9fa, 3de10fm (i), 4de9sf, 2de8sf(c), Pde8fm \| \| \| 47 \| Castellers de Vilafranca \| 20 de setembre de 2015 \| Diada del primer diumenge de festes \| Plaça de la Font, Tarragona \| Intent Desmuntat \| 3de10fm(c), 3de9fa, Tde8sf(id), Tde8sf(c), Pde8fm \| \| \| 48 \| Castellers de Vilafranca \| 20 de setembre de 2015 \| Diada del primer diumenge de festes \| Plaça de la Font, Tarragona \| Carregat \| 3de10fm(c), 3de9fa, Tde8sf(id), Tde8sf(c), Pde8fm \| \| \| 49 \| Minyons de Terrassa \| 25 d'octubre de 2015 \| Diada de Sant Narcís \| Plaça del Vi, Girona \| Intent \| 3de10fm, 2de8sf(i), 5de9f, 2de9fm, Pde8fm \| Primer intent de la colla. \| \| 50 \| Colla Vella dels Xiquets de Valls \| 25 d'octubre de 2015 \| Diada de Santa Úrsula \| Plaça del Blat, Valls \| Intent \| 3de10fm(c), 4de9sf, 2de8sf(i), 2de8sf(c), Pde5 \| \| \| 51 \| Colla Vella dels Xiquets de Valls \| 25 d'octubre de 2015 \| Diada de Santa Úrsula \| Plaça del Blat, Valls \| Carregat \| 3de10fm(c), 4de9sf, 2de8sf(i), 2de8sf(c), Pde5 \| \| \| 52 \| Castellers de Vilafranca \| 1 de novembre de 2015 \| Diada de Tots Sants \| Plaça de la Vila, Vilafranca del Penedès \| Descarregat \| 3de9fa, Tde8sf, 3de10fm, Pde8fm \| \| \| 53 \| Colla Vella dels Xiquets de Valls \| 8 de novembre de 2015 \| Fira de Vila-Rodona \| Plaça dels Arbres, Vila-Rodona \| Intent \| 3de8, 2de8sf(i), 4de8, 4de8a, Pde6(c) \| \| \| 54 \| Castellers de Vilafranca \| 2 d'octubre de 2016 \| XXVI Concurs de castells de Tarragona \| Tarraco Arena Plaça, Tarragona \| Carregat \| 3de10fm, Tde8sf(c), 4de10fm, Tde8sf(c) \| \| \| 55 \| Castellers de Vilafranca \| 2 d'octubre de 2016 \| XXVI Concurs de castells de Tarragona \| Tarraco Arena Plaça, Tarragona \| Carregat \| 3de10fm, Tde8sf(c), 4de10fm, Tde8sf(c) \| Primera vegada que es carreguen dues torres de vuit netes en una mateixa diada per una mateixa colla. \| \| 56 \| Colla Joves Xiquets de Valls \| 23 d'octubre de 2016 \| Diada de Santa Úrsula \| Plaça del Blat, Valls \| Intent \| 3de10fm(i), 3de9f, 2de8sf(i), 2de8sf(i), 2de8f \| \| \| 57 \| Colla Joves Xiquets de Valls \| 23 d'octubre de 2016 \| Diada de Santa Úrsula \| Plaça del Blat, Valls \| Intent \| 3de10fm(i), 3de9f, 2de8sf(i), 2de8sf(i), 2de8f \| \| \| 58 \| Minyons de Terrassa \| 20 de novembre de 2016 \| Diada dels Minyons de Terrassa \| Plaça Vella, Terrassa \| Intent \| 3de10fm, 4de10fm, 2de8sf(i), 3de9fa, Pde8fm \| \| \| 59 \| Colla Joves Xiquets de Valls \| 30 d'agost de 2017 \| Diada de Sant Fèlix \| Plaça de la Vila, Vilafranca del Penedès \| Carregat \| 2de8sf(c), 3de9f, 2de9fm, Pde8fm(c) \| \| \| 60 \| Castellers de Vilafranca \| 30 d'agost de 2017 \| Diada de Sant Fèlix \| Plaça de la Vila, Vilafranca del Penedès \| Descarregat \| 3de10fm, Tde8sf, 4de10fm(i), 3de9fa, Pde8fm \| \| \| 61 \| Colla Joves Xiquets de Valls \| 10 de setembre de 2017 \| Vigília de la Diada Nacional de Catalunya \| Plaça del Blat, Valls \| Descarregat \| 2de8sf, 3de9f, 3de8p, Pde8fm \| Primer 2de8sf descarregat de la Colla Joves Xiquets de Valls. \| \| 62 \| Castellers de Vilafranca \| 17 de setembre de 2017 \| Diada del primer diumenge de festes \| Plaça de la Font, Tarragona \| Carregat \| 3de10fm(c), Tde8sf(c), 4de9sf(id), 4de9sf(c), Pde6 \| \| \| 63 \| Castellers de Vilafranca \| 7 d'octubre de 2017 \| Diada del Mercadal \| Plaça del Mercadal, Reus \| Descarregat \| 3de9fa, Tde9fm, Tde8sf, Pde8fm \| \| \| 64 \| Colla Joves Xiquets de Valls \| 16 d'octubre de 2017 \| Fira de Santa Teresa \| Plaça Vella, El Vendrell \| Descarregat \| 2de8sf, 2de9fm(id), 3de9f, Pde7f \| Primer 2de8sf descarregat al Vendrell. \| \| 65 \| Colla Vella dels Xiquets de Valls \| 22 d'octubre de 2017 \| Diada de Santa Úrsula \| Plaça del Blat, Valls \| Carregat \| 2de8sf(c), 4de10fm(c), 4de9sf, Pde8fm \| \| \| 66 \| Colla Joves Xiquets de Valls \| 22 d'octubre de 2017 \| Diada de Santa Úrsula \| Plaça del Blat, Valls \| Intent \| 2de8sf(i), 3de9f, 3de9fp(id), 3de9fp(id), 2de8sf(c), Pde8fm(i) \| \| \| 67 \| Colla Joves Xiquets de Valls \| 22 d'octubre de 2017 \| Diada de Santa Úrsula \| Plaça del Blat, Valls \| Carregat \| 2de8sf(i), 3de9f, 3de9fp(id), 3de9fp(id), 2de8sf(c), Pde8fm(i) \| \| \| 68 \| Castellers de Vilafranca \| 1 de novembre de 2017 \| Diada de Tots Sants \| Plaça de la Vila, Vilafranca del Penedès \| Descarregat \| 3de10fm, Tde8sf, 3de9fa, Pde8fm(i), Pde8fm \| \| \| 69 \| Colla Joves Xiquets de Valls \| 24 de juny de 2018 \| Diada de Sant Joan \| Plaça del Blat, Valls \| Carregat \| 3de9f, 2de8sf(c), 5de8, Pde7f(c) \| \| \| 70 \| Colla Vella dels Xiquets de Valls \| 29 de juliol de 2018 \| Festa Major de Vilallonga del Camp \| Plaça de l'Església, Vilallonga del Camp \| Descarregat \| 3de9f, 2de8sf, 9de8, Pde7f \| Primer 2de8sf descarregat de la Colla Vella dels Xiquets de Valls. Primer 2de8sf descarregat a Vilallonga del Camp. \| \| 71 \| Colla Joves Xiquets de Valls \| 1 d'agost de 2018 \| Diada castellera de Firagost \| Plaça del Blat, Valls \| Descarregat \| 3de9f, 2de8sf, 4de9f(c), 3 Pde5 \| \| \| 72 \| Colla Joves Xiquets de Valls \| 15 d'agost de 2018 \| Festa Major de la Bisbal del Penedès \| Carrer del Doctor Robert, La Bisbal del Penedès \| Intent desmuntat \| 2de8sf(id), 2de8sf, 5de9f(id), 3de9f(id), 3de9f, Pde6 \| Primer intent de 2de8sf a la Bisbal del Penedès. \| \| 73 \| Colla Joves Xiquets de Valls \| 15 d'agost de 2018 \| Festa Major de la Bisbal del Penedès \| Carrer del Doctor Robert, La Bisbal del Penedès \| Descarregat \| 2de8sf(id), 2de8sf, 5de9f(id), 3de9f(id), 3de9f, Pde6 \| Primer 2de8sf descarregat a la Bisbal del Penedès. \| \| 74 \| Colla Vella dels Xiquets de Valls \| 18 d'agost de 2018 \| 70è aniversari dels Castellers de Vilafranca \| Plaça de la Vila, Vilafranca del Penedès \| Descarregat \| 5de9f, 2de8sf, 9de8, Pde7f \| \| \| 75 \| Minyons de Terrassa \| 30 d'agost de 2018 \| Diada de Sant Fèlix \| Plaça de la Vila, Vilafranca del Penedès \| Intent \| 2de8sf(i), 2de9fm(c), 4de9f, 9de8, Pde6 \| \| \| 76 \| Colla Joves Xiquets de Valls \| 30 d'agost de 2018 \| Diada de Sant Fèlix \| Plaça de la Vila, Vilafranca del Penedès \| Descarregat \| 2de8sf, 5de9f(c), 3de9f, Pde6 \| \| \| 77 \| Colla Vella dels Xiquets de Valls \| 30 d'agost de 2018 \| Diada de Sant Fèlix \| Plaça de la Vila, Vilafranca del Penedès \| Carregat \| 4de9sf, 2de8sf(c), 4de10fm(id), 4de9fa, Pde8fm \| \| \| 78 \| Castellers de Vilafranca \| 30 d'agost de 2018 \| Diada de Sant Fèlix \| Plaça de la Vila, Vilafranca del Penedès \| Carregat \| 3de10fm, Tde8sf(c), 4de10fm(i), 4d9f(id), Pde5 \| \| \| 79 \| Colla Vella dels Xiquets de Valls \| 10 de setembre de 2018 \| Diada Nacional de Catalunya \| Plaça del Blat, Valls \| Desarregat \| 2de8sf, 4de9fa, 9de8(c), Pde7f \| \| \| 80 \| Colla Joves Xiquets de Valls \| 23 de setembre de 2018 \| Diada de la Mercè \| Plaça de Sant Jaume, Barcelona \| Intent desmuntat \| 2de8sf(id), 3de9f, 4de9f, 5de8, Pde5 \| \| \| 81 \| Colla Joves Xiquets de Valls \| 7 d'octubre de 2018 \| XXVII Concurs de castells de Tarragona \| Tarraco Arena Plaça, Tarragona \| Carregat \| 2de8sf(c), 4de9sf(id), 4de9sf(id), 3de9f, 4de9f \| \| \| 82 \| Castellers de Vilafranca \| 7 d'octubre de 2018 \| XXVII Concurs de castells de Tarragona \| Tarraco Arena Plaça, Tarragona \| Carregat \| 3de10fm, Tde8sf(c), 4de10fm(i), Tde9fm \| \| \| 83 \| Colla Vella dels Xiquets de Valls \| 7 d'octubre de 2018 \| XXVII Concurs de castells de Tarragona \| Tarraco Arena Plaça, Tarragona \| Descarregat \| 4de9sf, Tde8sf, 3de10fm \| \| \| 84 \| Colla Joves Xiquets de Valls \| 14 d'octubre de 2018 \| Fira de Santa Teresa \| Plaça Vella, El Vendrell \| Carregat \| 3de9f, 4de9sf, 2de8sf(c), Pde6 \| \| \| 85 \| Colla Joves Xiquets de Valls \| 21 d'octubre de 2018 \| Diada de Santa Úrsula \| Plaça del Blat, Valls \| Carregat \| 4de9sf, 2de8sf(c), 3de9sf(id), 3de9sf(i), Pde6 \| \| \| 86 \| Castellers de Vilafranca \| 1 de novembre de 2018 \| Diada de Tots Sants \| Plaça de la Vila, Vilafranca del Penedès \| Intent \| 3de10fm, Tde8sf(i), 2de9fm, 5de9f(i), 4de9f, Pde6 \| \| \| 87 \| Colla Vella dels Xiquets de Valls \| 28 de juliol de 2019 \| Festa Major de Vilallonga del Camp \| Plaça de l'Església, Vilallonga del Camp \| Intent desmuntat \| 3de9f, 2de8sf(id), 4de9f, 3de8p, Pde6 \| \| \| 88 \| Colla Vella dels Xiquets de Valls \| 24 d'agost de 2019 \| Festa Major del Catllar \| Plaça de la Vila, el Catllar \| Descarregat \| 4d9fp, 2de8sf, 3de9f, Pde8fm \| Primer 2de8sf descarregat al Catllar. \| \| 89 \| Colla Vella dels Xiquets de Valls \| 25 d'agost de 2019 \| Festa Major de l'Arboç \| Carrer Major, l'Arboç \| Descarregat \| 4d9fp, 2de8sf, 3de9f, Pde7f \| Primer 2de8sf descarregat a l'Arboç. \| \| 90 \| Colla Joves Xiquets de Valls \| 30 d'agost de 2019 \| Diada de Sant Fèlix 2019 \| Plaça de la Vila, Vilafranca del Penedès \| Descarregat \| 2de8sf, 3de9sf(id), 3de9sf(i), 3de9f(id), 3de9f(id), Pde5 \| \| \| 91 \| Colla Vella dels Xiquets de Valls \| 30 d'agost de 2019 \| Diada de Sant Fèlix 2019 \| Plaça de la Vila, Vilafranca del Penedès \| Descarregat \| 4de9sf(c), 2de8sf, 5de9f(id), 5de9f, Pde6 \| \| \| 92 \| Colla Vella dels Xiquets de Valls \| 15 de setembre de 2019 \| Diada del primer diumenge de festes \| Plaça de la Font, Tarragona \| Descarregat \| 4de9sf, 2de8sf, 5de9f, Pde6 \| \| \| 93 \| Colla Vella dels Xiquets de Valls \| 5 d'octubre de 2019 \| Diada del Mercadal \| Plaça del Mercadal, Reus \| Descarregat \| 2de8sf, 5de9fa, 2de9fm, Pde6 \| \| \| 94 \| Colla Joves Xiquets de Valls \| 13 d'octubre de 2019 \| Diada de Santa Teresa \| Plaça Vella, El Vendrell \| Descarregat \| 3de9f, 2de8sf, 4de8p, Pde8fm \| \| \| 95 \| Colla Joves Xiquets de Valls \| 27 d'octubre de 2019 \| Diada de Santa Úrsula \| Plaça del Blat, Valls \| Descarregat \| 2de8sf, 3de9sf(id), 4de9f, 3de9sf(i), 3de9sf(c), Pde7f \| \| \| 96 \| Colla Vella dels Xiquets de Valls \| 27 d'octubre de 2019 \| Diada de Santa Úrsula \| Plaça del Blat, Valls \| Descarregat \| 4de9sf, 3de9sf(c), 2de8sf, Pde8fm \| \| |                                   |                        |                                              |                                                 |                  |                                                                | |
| Núm. | Colla                             | Data                   | Diada                                        | Plaça                                           | Resultat         | Actuació                                                       | Notes |
| 37 | Castellers de Vilafranca          | 31 d'agost de 2011     | Diada de Sant Ramon                          | Plaça de la Vila, Vilafranca del Penedès        | Descarregat      | 3de9f, Tde8sf, 4de9fa(id), 4de9fa, Pde8fm                      | |
| 38 | Castellers de Vilafranca          | 18 de setembre de 2011 | Diada del primer diumenge de festes          | Plaça de la Font, Tarragona                     | Descarregat      | 3de9f, 4de9f, Tde8sf, Pde7f                                    | |
| 39 | Castellers de Vilafranca          | 30 d'agost de 2012     | Diada de Sant Fèlix                          | Plaça de la Vila, Vilafranca del Penedès        | Descarregat      | 4de9fa, 3de9fa, Tde8sf, Pde8fm                                 | |
| 40 | Castellers de Vilafranca          | 7 d'octubre de 2012    | XXIV Concurs de castells de Tarragona        | Tarraco Arena, Tarragona                        | Descarregat      | 4defa(c), 3de9fa(c), Tde8sf, 4de9sf                            | |
| 41 | Colla Vella dels Xiquets de Valls | 5 d'octubre de 2014    | XXV Concurs de castells de Tarragona         | Tarraco Arena, Tarragona                        | Carregat         | 4de9fa, 3de10fm(c), 2de8sf(c), 4de9sf(id)                      | |
| 42 | Castellers de Vilafranca          | 5 d'octubre de 2014    | XXV Concurs de castells de Tarragona         | Tarraco Arena, Tarragona                        | Carregat         | 4de9fa, 3de9fa, Tde8sf(c), 3de10fm(c)                          | |
| 43 | Colla Joves Xiquets de Valls      | 12 d'octubre de 2014   | Fira de Santa Teresa                         | Plaça Vella, El Vendrell                        | Carregat         | 3de9f, 4de9f, 2de8sf(c), Pde7f(c)                              | |
| 44 | Colla Joves Xiquets de Valls      | 26 d'octubre de 2014   | Diada de Santa Úrsula                        | Plaça del Blat, Valls                           | Intent           | 5de9f, 4de9sf(c), 2de8sf(i), 3de9f                             | |
| 45 | Castellers de Vilafranca          | 30 d'agost de 2015     | Diada de Sant Fèlix                          | Plaça de la Vila, Vilafranca del Penedès        | Carregat         | 3de9fa, 3de10fm(id), 3de10fm(c), Tde8sf(c), Pde8fm             | |
| 46 | Colla Vella dels Xiquets de Valls | 30 d'agost de 2015     | Diada de Sant Fèlix                          | Plaça de la Vila, Vilafranca del Penedès        | Carregat         | 4de9fa, 3de10fm (i), 4de9sf, 2de8sf(c), Pde8fm                 | |
| 47 | Castellers de Vilafranca          | 20 de setembre de 2015 | Diada del primer diumenge de festes          | Plaça de la Font, Tarragona                     | Intent Desmuntat | 3de10fm(c), 3de9fa, Tde8sf(id), Tde8sf(c), Pde8fm              | |
| 48 | Castellers de Vilafranca          | 20 de setembre de 2015 | Diada del primer diumenge de festes          | Plaça de la Font, Tarragona                     | Carregat         | 3de10fm(c), 3de9fa, Tde8sf(id), Tde8sf(c), Pde8fm              | |
| 49 | Minyons de Terrassa               | 25 d'octubre de 2015   | Diada de Sant Narcís                         | Plaça del Vi, Girona                            | Intent           | 3de10fm, 2de8sf(i), 5de9f, 2de9fm, Pde8fm                      | Primer intent de la colla.                                                                                          |
| 50 | Colla Vella dels Xiquets de Valls | 25 d'octubre de 2015   | Diada de Santa Úrsula                        | Plaça del Blat, Valls                           | Intent           | 3de10fm(c), 4de9sf, 2de8sf(i), 2de8sf(c), Pde5                 | |
| 51 | Colla Vella dels Xiquets de Valls | 25 d'octubre de 2015   | Diada de Santa Úrsula                        | Plaça del Blat, Valls                           | Carregat         | 3de10fm(c), 4de9sf, 2de8sf(i), 2de8sf(c), Pde5                 | |
| 52 | Castellers de Vilafranca          | 1 de novembre de 2015  | Diada de Tots Sants                          | Plaça de la Vila, Vilafranca del Penedès        | Descarregat      | 3de9fa, Tde8sf, 3de10fm, Pde8fm                                | |
| 53 | Colla Vella dels Xiquets de Valls | 8 de novembre de 2015  | Fira de Vila-Rodona                          | Plaça dels Arbres, Vila-Rodona                  | Intent           | 3de8, 2de8sf(i), 4de8, 4de8a, Pde6(c)                          | |
| 54 | Castellers de Vilafranca          | 2 d'octubre de 2016    | XXVI Concurs de castells de Tarragona        | Tarraco Arena Plaça, Tarragona                  | Carregat         | 3de10fm, Tde8sf(c), 4de10fm, Tde8sf(c)                         | |
| 55 | Castellers de Vilafranca          | 2 d'octubre de 2016    | XXVI Concurs de castells de Tarragona        | Tarraco Arena Plaça, Tarragona                  | Carregat         | 3de10fm, Tde8sf(c), 4de10fm, Tde8sf(c)                         | Primera vegada que es carreguen dues torres de vuit netes en una mateixa diada per una mateixa colla.               |
| 56 | Colla Joves Xiquets de Valls      | 23 d'octubre de 2016   | Diada de Santa Úrsula                        | Plaça del Blat, Valls                           | Intent           | 3de10fm(i), 3de9f, 2de8sf(i), 2de8sf(i), 2de8f                 | |
| 57 | Colla Joves Xiquets de Valls      | 23 d'octubre de 2016   | Diada de Santa Úrsula                        | Plaça del Blat, Valls                           | Intent           | 3de10fm(i), 3de9f, 2de8sf(i), 2de8sf(i), 2de8f                 | |
| 58 | Minyons de Terrassa               | 20 de novembre de 2016 | Diada dels Minyons de Terrassa               | Plaça Vella, Terrassa                           | Intent           | 3de10fm, 4de10fm, 2de8sf(i), 3de9fa, Pde8fm                    | |
| 59 | Colla Joves Xiquets de Valls      | 30 d'agost de 2017     | Diada de Sant Fèlix                          | Plaça de la Vila, Vilafranca del Penedès        | Carregat         | 2de8sf(c), 3de9f, 2de9fm, Pde8fm(c)                            | |
| 60 | Castellers de Vilafranca          | 30 d'agost de 2017     | Diada de Sant Fèlix                          | Plaça de la Vila, Vilafranca del Penedès        | Descarregat      | 3de10fm, Tde8sf, 4de10fm(i), 3de9fa, Pde8fm                    | |
| 61 | Colla Joves Xiquets de Valls      | 10 de setembre de 2017 | Vigília de la Diada Nacional de Catalunya    | Plaça del Blat, Valls                           | Descarregat      | 2de8sf, 3de9f, 3de8p, Pde8fm                                   | Primer 2de8sf descarregat de la Colla Joves Xiquets de Valls.                                                       |
| 62 | Castellers de Vilafranca          | 17 de setembre de 2017 | Diada del primer diumenge de festes          | Plaça de la Font, Tarragona                     | Carregat         | 3de10fm(c), Tde8sf(c), 4de9sf(id), 4de9sf(c), Pde6             | |
| 63 | Castellers de Vilafranca          | 7 d'octubre de 2017    | Diada del Mercadal                           | Plaça del Mercadal, Reus                        | Descarregat      | 3de9fa, Tde9fm, Tde8sf, Pde8fm                                 | |
| 64 | Colla Joves Xiquets de Valls      | 16 d'octubre de 2017   | Fira de Santa Teresa                         | Plaça Vella, El Vendrell                        | Descarregat      | 2de8sf, 2de9fm(id), 3de9f, Pde7f                               | Primer 2de8sf descarregat al Vendrell.                                                                              |
| 65 | Colla Vella dels Xiquets de Valls | 22 d'octubre de 2017   | Diada de Santa Úrsula                        | Plaça del Blat, Valls                           | Carregat         | 2de8sf(c), 4de10fm(c), 4de9sf, Pde8fm                          | |
| 66 | Colla Joves Xiquets de Valls      | 22 d'octubre de 2017   | Diada de Santa Úrsula                        | Plaça del Blat, Valls                           | Intent           | 2de8sf(i), 3de9f, 3de9fp(id), 3de9fp(id), 2de8sf(c), Pde8fm(i) | |
| 67 | Colla Joves Xiquets de Valls      | 22 d'octubre de 2017   | Diada de Santa Úrsula                        | Plaça del Blat, Valls                           | Carregat         | 2de8sf(i), 3de9f, 3de9fp(id), 3de9fp(id), 2de8sf(c), Pde8fm(i) | |
| 68 | Castellers de Vilafranca          | 1 de novembre de 2017  | Diada de Tots Sants                          | Plaça de la Vila, Vilafranca del Penedès        | Descarregat      | 3de10fm, Tde8sf, 3de9fa, Pde8fm(i), Pde8fm                     | |
| 69 | Colla Joves Xiquets de Valls      | 24 de juny de 2018     | Diada de Sant Joan                           | Plaça del Blat, Valls                           | Carregat         | 3de9f, 2de8sf(c), 5de8, Pde7f(c)                               | |
| 70 | Colla Vella dels Xiquets de Valls | 29 de juliol de 2018   | Festa Major de Vilallonga del Camp           | Plaça de l'Església, Vilallonga del Camp        | Descarregat      | 3de9f, 2de8sf, 9de8, Pde7f                                     | Primer 2de8sf descarregat de la Colla Vella dels Xiquets de Valls. Primer 2de8sf descarregat a Vilallonga del Camp. |
| 71 | Colla Joves Xiquets de Valls      | 1 d'agost de 2018      | Diada castellera de Firagost                 | Plaça del Blat, Valls                           | Descarregat      | 3de9f, 2de8sf, 4de9f(c), 3 Pde5                                | |
| 72 | Colla Joves Xiquets de Valls      | 15 d'agost de 2018     | Festa Major de la Bisbal del Penedès         | Carrer del Doctor Robert, La Bisbal del Penedès | Intent desmuntat | 2de8sf(id), 2de8sf, 5de9f(id), 3de9f(id), 3de9f, Pde6          | Primer intent de 2de8sf a la Bisbal del Penedès.                                                                    |
| 73 | Colla Joves Xiquets de Valls      | 15 d'agost de 2018     | Festa Major de la Bisbal del Penedès         | Carrer del Doctor Robert, La Bisbal del Penedès | Descarregat      | 2de8sf(id), 2de8sf, 5de9f(id), 3de9f(id), 3de9f, Pde6          | Primer 2de8sf descarregat a la Bisbal del Penedès.                                                                  |
| 74 | Colla Vella dels Xiquets de Valls | 18 d'agost de 2018     | 70è aniversari dels Castellers de Vilafranca | Plaça de la Vila, Vilafranca del Penedès        | Descarregat      | 5de9f, 2de8sf, 9de8, Pde7f                                     | |
| 75 | Minyons de Terrassa               | 30 d'agost de 2018     | Diada de Sant Fèlix                          | Plaça de la Vila, Vilafranca del Penedès        | Intent           | 2de8sf(i), 2de9fm(c), 4de9f, 9de8, Pde6                        | |
| 76 | Colla Joves Xiquets de Valls      | 30 d'agost de 2018     | Diada de Sant Fèlix                          | Plaça de la Vila, Vilafranca del Penedès        | Descarregat      | 2de8sf, 5de9f(c), 3de9f, Pde6                                  | |
| 77 | Colla Vella dels Xiquets de Valls | 30 d'agost de 2018     | Diada de Sant Fèlix                          | Plaça de la Vila, Vilafranca del Penedès        | Carregat         | 4de9sf, 2de8sf(c), 4de10fm(id), 4de9fa, Pde8fm                 | |
| 78 | Castellers de Vilafranca          | 30 d'agost de 2018     | Diada de Sant Fèlix                          | Plaça de la Vila, Vilafranca del Penedès        | Carregat         | 3de10fm, Tde8sf(c), 4de10fm(i), 4d9f(id), Pde5                 | |
| 79 | Colla Vella dels Xiquets de Valls | 10 de setembre de 2018 | Diada Nacional de Catalunya                  | Plaça del Blat, Valls                           | Desarregat       | 2de8sf, 4de9fa, 9de8(c), Pde7f                                 | |
| 80 | Colla Joves Xiquets de Valls      | 23 de setembre de 2018 | Diada de la Mercè                            | Plaça de Sant Jaume, Barcelona                  | Intent desmuntat | 2de8sf(id), 3de9f, 4de9f, 5de8, Pde5                           | |
| 81 | Colla Joves Xiquets de Valls      | 7 d'octubre de 2018    | XXVII Concurs de castells de Tarragona       | Tarraco Arena Plaça, Tarragona                  | Carregat         | 2de8sf(c), 4de9sf(id), 4de9sf(id), 3de9f, 4de9f                | |
| 82 | Castellers de Vilafranca          | 7 d'octubre de 2018    | XXVII Concurs de castells de Tarragona       | Tarraco Arena Plaça, Tarragona                  | Carregat         | 3de10fm, Tde8sf(c), 4de10fm(i), Tde9fm                         | |
| 83 | Colla Vella dels Xiquets de Valls | 7 d'octubre de 2018    | XXVII Concurs de castells de Tarragona       | Tarraco Arena Plaça, Tarragona                  | Descarregat      | 4de9sf, Tde8sf, 3de10fm                                        | |
| 84 | Colla Joves Xiquets de Valls      | 14 d'octubre de 2018   | Fira de Santa Teresa                         | Plaça Vella, El Vendrell                        | Carregat         | 3de9f, 4de9sf, 2de8sf(c), Pde6                                 | |
| 85 | Colla Joves Xiquets de Valls      | 21 d'octubre de 2018   | Diada de Santa Úrsula                        | Plaça del Blat, Valls                           | Carregat         | 4de9sf, 2de8sf(c), 3de9sf(id), 3de9sf(i), Pde6                 | |
| 86 | Castellers de Vilafranca          | 1 de novembre de 2018  | Diada de Tots Sants                          | Plaça de la Vila, Vilafranca del Penedès        | Intent           | 3de10fm, Tde8sf(i), 2de9fm, 5de9f(i), 4de9f, Pde6              | |
| 87 | Colla Vella dels Xiquets de Valls | 28 de juliol de 2019   | Festa Major de Vilallonga del Camp           | Plaça de l'Església, Vilallonga del Camp        | Intent desmuntat | 3de9f, 2de8sf(id), 4de9f, 3de8p, Pde6                          | |
| 88 | Colla Vella dels Xiquets de Valls | 24 d'agost de 2019     | Festa Major del Catllar                      | Plaça de la Vila, el Catllar                    | Descarregat      | 4d9fp, 2de8sf, 3de9f, Pde8fm                                   | Primer 2de8sf descarregat al Catllar.                                                                               |
| 89 | Colla Vella dels Xiquets de Valls | 25 d'agost de 2019     | Festa Major de l'Arboç                       | Carrer Major, l'Arboç                           | Descarregat      | 4d9fp, 2de8sf, 3de9f, Pde7f                                    | Primer 2de8sf descarregat a l'Arboç.                                                                                |
| 90 | Colla Joves Xiquets de Valls      | 30 d'agost de 2019     | Diada de Sant Fèlix 2019                     | Plaça de la Vila, Vilafranca del Penedès        | Descarregat      | 2de8sf, 3de9sf(id), 3de9sf(i), 3de9f(id), 3de9f(id), Pde5      | |
| 91 | Colla Vella dels Xiquets de Valls | 30 d'agost de 2019     | Diada de Sant Fèlix 2019                     | Plaça de la Vila, Vilafranca del Penedès        | Descarregat      | 4de9sf(c), 2de8sf, 5de9f(id), 5de9f, Pde6                      | |
| 92 | Colla Vella dels Xiquets de Valls | 15 de setembre de 2019 | Diada del primer diumenge de festes          | Plaça de la Font, Tarragona                     | Descarregat      | 4de9sf, 2de8sf, 5de9f, Pde6                                    | |
| 93 | Colla Vella dels Xiquets de Valls | 5 d'octubre de 2019    | Diada del Mercadal                           | Plaça del Mercadal, Reus                        | Descarregat      | 2de8sf, 5de9fa, 2de9fm, Pde6                                   | |
| 94 | Colla Joves Xiquets de Valls      | 13 d'octubre de 2019   | Diada de Santa Teresa                        | Plaça Vella, El Vendrell                        | Descarregat      | 3de9f, 2de8sf, 4de8p, Pde8fm                                   | |
| 95 | Colla Joves Xiquets de Valls      | 27 d'octubre de 2019   | Diada de Santa Úrsula                        | Plaça del Blat, Valls                           | Descarregat      | 2de8sf, 3de9sf(id), 4de9f, 3de9sf(i), 3de9sf(c), Pde7f         | |
| 96 | Colla Vella dels Xiquets de Valls | 27 d'octubre de 2019   | Diada de Santa Úrsula                        | Plaça del Blat, Valls                           | Descarregat      | 4de9sf, 3de9sf(c), 2de8sf, Pde8fm                              | |

| Núm. | Colla                             | Data                   | Diada                                        | Plaça                                           | Resultat         | Actuació                                                       | Notes |
| ---- | --------------------------------- | ---------------------- | -------------------------------------------- | ----------------------------------------------- | ---------------- | -------------------------------------------------------------- | --- |
| 37   | Castellers de Vilafranca          | 31 d'agost de 2011     | Diada de Sant Ramon                          | Plaça de la Vila, Vilafranca del Penedès        | Descarregat      | 3de9f, Tde8sf, 4de9fa(id), 4de9fa, Pde8fm                      | |
| 38   | Castellers de Vilafranca          | 18 de setembre de 2011 | Diada del primer diumenge de festes          | Plaça de la Font, Tarragona                     | Descarregat      | 3de9f, 4de9f, Tde8sf, Pde7f                                    | |
| 39   | Castellers de Vilafranca          | 30 d'agost de 2012     | Diada de Sant Fèlix                          | Plaça de la Vila, Vilafranca del Penedès        | Descarregat      | 4de9fa, 3de9fa, Tde8sf, Pde8fm                                 | |
| 40   | Castellers de Vilafranca          | 7 d'octubre de 2012    | XXIV Concurs de castells de Tarragona        | Tarraco Arena, Tarragona                        | Descarregat      | 4defa(c), 3de9fa(c), Tde8sf, 4de9sf                            | |
| 41   | Colla Vella dels Xiquets de Valls | 5 d'octubre de 2014    | XXV Concurs de castells de Tarragona         | Tarraco Arena, Tarragona                        | Carregat         | 4de9fa, 3de10fm(c), 2de8sf(c), 4de9sf(id)                      | |
| 42   | Castellers de Vilafranca          | 5 d'octubre de 2014    | XXV Concurs de castells de Tarragona         | Tarraco Arena, Tarragona                        | Carregat         | 4de9fa, 3de9fa, Tde8sf(c), 3de10fm(c)                          | |
| 43   | Colla Joves Xiquets de Valls      | 12 d'octubre de 2014   | Fira de Santa Teresa                         | Plaça Vella, El Vendrell                        | Carregat         | 3de9f, 4de9f, 2de8sf(c), Pde7f(c)                              | |
| 44   | Colla Joves Xiquets de Valls      | 26 d'octubre de 2014   | Diada de Santa Úrsula                        | Plaça del Blat, Valls                           | Intent           | 5de9f, 4de9sf(c), 2de8sf(i), 3de9f                             | |
| 45   | Castellers de Vilafranca          | 30 d'agost de 2015     | Diada de Sant Fèlix                          | Plaça de la Vila, Vilafranca del Penedès        | Carregat         | 3de9fa, 3de10fm(id), 3de10fm(c), Tde8sf(c), Pde8fm             | |
| 46   | Colla Vella dels Xiquets de Valls | 30 d'agost de 2015     | Diada de Sant Fèlix                          | Plaça de la Vila, Vilafranca del Penedès        | Carregat         | 4de9fa, 3de10fm (i), 4de9sf, 2de8sf(c), Pde8fm                 | |
| 47   | Castellers de Vilafranca          | 20 de setembre de 2015 | Diada del primer diumenge de festes          | Plaça de la Font, Tarragona                     | Intent Desmuntat | 3de10fm(c), 3de9fa, Tde8sf(id), Tde8sf(c), Pde8fm              | |
| 48   | Castellers de Vilafranca          | 20 de setembre de 2015 | Diada del primer diumenge de festes          | Plaça de la Font, Tarragona                     | Carregat         | 3de10fm(c), 3de9fa, Tde8sf(id), Tde8sf(c), Pde8fm              | |
| 49   | Minyons de Terrassa               | 25 d'octubre de 2015   | Diada de Sant Narcís                         | Plaça del Vi, Girona                            | Intent           | 3de10fm, 2de8sf(i), 5de9f, 2de9fm, Pde8fm                      | Primer intent de la colla.                                                                                          |
| 50   | Colla Vella dels Xiquets de Valls | 25 d'octubre de 2015   | Diada de Santa Úrsula                        | Plaça del Blat, Valls                           | Intent           | 3de10fm(c), 4de9sf, 2de8sf(i), 2de8sf(c), Pde5                 | |
| 51   | Colla Vella dels Xiquets de Valls | 25 d'octubre de 2015   | Diada de Santa Úrsula                        | Plaça del Blat, Valls                           | Carregat         | 3de10fm(c), 4de9sf, 2de8sf(i), 2de8sf(c), Pde5                 | |
| 52   | Castellers de Vilafranca          | 1 de novembre de 2015  | Diada de Tots Sants                          | Plaça de la Vila, Vilafranca del Penedès        | Descarregat      | 3de9fa, Tde8sf, 3de10fm, Pde8fm                                | |
| 53   | Colla Vella dels Xiquets de Valls | 8 de novembre de 2015  | Fira de Vila-Rodona                          | Plaça dels Arbres, Vila-Rodona                  | Intent           | 3de8, 2de8sf(i), 4de8, 4de8a, Pde6(c)                          | |
| 54   | Castellers de Vilafranca          | 2 d'octubre de 2016    | XXVI Concurs de castells de Tarragona        | Tarraco Arena Plaça, Tarragona                  | Carregat         | 3de10fm, Tde8sf(c), 4de10fm, Tde8sf(c)                         | |
| 55   | Castellers de Vilafranca          | 2 d'octubre de 2016    | XXVI Concurs de castells de Tarragona        | Tarraco Arena Plaça, Tarragona                  | Carregat         | 3de10fm, Tde8sf(c), 4de10fm, Tde8sf(c)                         | Primera vegada que es carreguen dues torres de vuit netes en una mateixa diada per una mateixa colla.               |
| 56   | Colla Joves Xiquets de Valls      | 23 d'octubre de 2016   | Diada de Santa Úrsula                        | Plaça del Blat, Valls                           | Intent           | 3de10fm(i), 3de9f, 2de8sf(i), 2de8sf(i), 2de8f                 | |
| 57   | Colla Joves Xiquets de Valls      | 23 d'octubre de 2016   | Diada de Santa Úrsula                        | Plaça del Blat, Valls                           | Intent           | 3de10fm(i), 3de9f, 2de8sf(i), 2de8sf(i), 2de8f                 | |
| 58   | Minyons de Terrassa               | 20 de novembre de 2016 | Diada dels Minyons de Terrassa               | Plaça Vella, Terrassa                           | Intent           | 3de10fm, 4de10fm, 2de8sf(i), 3de9fa, Pde8fm                    | |
| 59   | Colla Joves Xiquets de Valls      | 30 d'agost de 2017     | Diada de Sant Fèlix                          | Plaça de la Vila, Vilafranca del Penedès        | Carregat         | 2de8sf(c), 3de9f, 2de9fm, Pde8fm(c)                            | |
| 60   | Castellers de Vilafranca          | 30 d'agost de 2017     | Diada de Sant Fèlix                          | Plaça de la Vila, Vilafranca del Penedès        | Descarregat      | 3de10fm, Tde8sf, 4de10fm(i), 3de9fa, Pde8fm                    | |
| 61   | Colla Joves Xiquets de Valls      | 10 de setembre de 2017 | Vigília de la Diada Nacional de Catalunya    | Plaça del Blat, Valls                           | Descarregat      | 2de8sf, 3de9f, 3de8p, Pde8fm                                   | Primer 2de8sf descarregat de la Colla Joves Xiquets de Valls.                                                       |
| 62   | Castellers de Vilafranca          | 17 de setembre de 2017 | Diada del primer diumenge de festes          | Plaça de la Font, Tarragona                     | Carregat         | 3de10fm(c), Tde8sf(c), 4de9sf(id), 4de9sf(c), Pde6             | |
| 63   | Castellers de Vilafranca          | 7 d'octubre de 2017    | Diada del Mercadal                           | Plaça del Mercadal, Reus                        | Descarregat      | 3de9fa, Tde9fm, Tde8sf, Pde8fm                                 | |
| 64   | Colla Joves Xiquets de Valls      | 16 d'octubre de 2017   | Fira de Santa Teresa                         | Plaça Vella, El Vendrell                        | Descarregat      | 2de8sf, 2de9fm(id), 3de9f, Pde7f                               | Primer 2de8sf descarregat al Vendrell.                                                                              |
| 65   | Colla Vella dels Xiquets de Valls | 22 d'octubre de 2017   | Diada de Santa Úrsula                        | Plaça del Blat, Valls                           | Carregat         | 2de8sf(c), 4de10fm(c), 4de9sf, Pde8fm                          | |
| 66   | Colla Joves Xiquets de Valls      | 22 d'octubre de 2017   | Diada de Santa Úrsula                        | Plaça del Blat, Valls                           | Intent           | 2de8sf(i), 3de9f, 3de9fp(id), 3de9fp(id), 2de8sf(c), Pde8fm(i) | |
| 67   | Colla Joves Xiquets de Valls      | 22 d'octubre de 2017   | Diada de Santa Úrsula                        | Plaça del Blat, Valls                           | Carregat         | 2de8sf(i), 3de9f, 3de9fp(id), 3de9fp(id), 2de8sf(c), Pde8fm(i) | |
| 68   | Castellers de Vilafranca          | 1 de novembre de 2017  | Diada de Tots Sants                          | Plaça de la Vila, Vilafranca del Penedès        | Descarregat      | 3de10fm, Tde8sf, 3de9fa, Pde8fm(i), Pde8fm                     | |
| 69   | Colla Joves Xiquets de Valls      | 24 de juny de 2018     | Diada de Sant Joan                           | Plaça del Blat, Valls                           | Carregat         | 3de9f, 2de8sf(c), 5de8, Pde7f(c)                               | |
| 70   | Colla Vella dels Xiquets de Valls | 29 de juliol de 2018   | Festa Major de Vilallonga del Camp           | Plaça de l'Església, Vilallonga del Camp        | Descarregat      | 3de9f, 2de8sf, 9de8, Pde7f                                     | Primer 2de8sf descarregat de la Colla Vella dels Xiquets de Valls. Primer 2de8sf descarregat a Vilallonga del Camp. |
| 71   | Colla Joves Xiquets de Valls      | 1 d'agost de 2018      | Diada castellera de Firagost                 | Plaça del Blat, Valls                           | Descarregat      | 3de9f, 2de8sf, 4de9f(c), 3 Pde5                                | |
| 72   | Colla Joves Xiquets de Valls      | 15 d'agost de 2018     | Festa Major de la Bisbal del Penedès         | Carrer del Doctor Robert, La Bisbal del Penedès | Intent desmuntat | 2de8sf(id), 2de8sf, 5de9f(id), 3de9f(id), 3de9f, Pde6          | Primer intent de 2de8sf a la Bisbal del Penedès.                                                                    |
| 73   | Colla Joves Xiquets de Valls      | 15 d'agost de 2018     | Festa Major de la Bisbal del Penedès         | Carrer del Doctor Robert, La Bisbal del Penedès | Descarregat      | 2de8sf(id), 2de8sf, 5de9f(id), 3de9f(id), 3de9f, Pde6          | Primer 2de8sf descarregat a la Bisbal del Penedès.                                                                  |
| 74   | Colla Vella dels Xiquets de Valls | 18 d'agost de 2018     | 70è aniversari dels Castellers de Vilafranca | Plaça de la Vila, Vilafranca del Penedès        | Descarregat      | 5de9f, 2de8sf, 9de8, Pde7f                                     | |
| 75   | Minyons de Terrassa               | 30 d'agost de 2018     | Diada de Sant Fèlix                          | Plaça de la Vila, Vilafranca del Penedès        | Intent           | 2de8sf(i), 2de9fm(c), 4de9f, 9de8, Pde6                        | |
| 76   | Colla Joves Xiquets de Valls      | 30 d'agost de 2018     | Diada de Sant Fèlix                          | Plaça de la Vila, Vilafranca del Penedès        | Descarregat      | 2de8sf, 5de9f(c), 3de9f, Pde6                                  | |
| 77   | Colla Vella dels Xiquets de Valls | 30 d'agost de 2018     | Diada de Sant Fèlix                          | Plaça de la Vila, Vilafranca del Penedès        | Carregat         | 4de9sf, 2de8sf(c), 4de10fm(id), 4de9fa, Pde8fm                 | |
| 78   | Castellers de Vilafranca          | 30 d'agost de 2018     | Diada de Sant Fèlix                          | Plaça de la Vila, Vilafranca del Penedès        | Carregat         | 3de10fm, Tde8sf(c), 4de10fm(i), 4d9f(id), Pde5                 | |
| 79   | Colla Vella dels Xiquets de Valls | 10 de setembre de 2018 | Diada Nacional de Catalunya                  | Plaça del Blat, Valls                           | Desarregat       | 2de8sf, 4de9fa, 9de8(c), Pde7f                                 | |
| 80   | Colla Joves Xiquets de Valls      | 23 de setembre de 2018 | Diada de la Mercè                            | Plaça de Sant Jaume, Barcelona                  | Intent desmuntat | 2de8sf(id), 3de9f, 4de9f, 5de8, Pde5                           | |
| 81   | Colla Joves Xiquets de Valls      | 7 d'octubre de 2018    | XXVII Concurs de castells de Tarragona       | Tarraco Arena Plaça, Tarragona                  | Carregat         | 2de8sf(c), 4de9sf(id), 4de9sf(id), 3de9f, 4de9f                | |
| 82   | Castellers de Vilafranca          | 7 d'octubre de 2018    | XXVII Concurs de castells de Tarragona       | Tarraco Arena Plaça, Tarragona                  | Carregat         | 3de10fm, Tde8sf(c), 4de10fm(i), Tde9fm                         | |
| 83   | Colla Vella dels Xiquets de Valls | 7 d'octubre de 2018    | XXVII Concurs de castells de Tarragona       | Tarraco Arena Plaça, Tarragona                  | Descarregat      | 4de9sf, Tde8sf, 3de10fm                                        | |
| 84   | Colla Joves Xiquets de Valls      | 14 d'octubre de 2018   | Fira de Santa Teresa                         | Plaça Vella, El Vendrell                        | Carregat         | 3de9f, 4de9sf, 2de8sf(c), Pde6                                 | |
| 85   | Colla Joves Xiquets de Valls      | 21 d'octubre de 2018   | Diada de Santa Úrsula                        | Plaça del Blat, Valls                           | Carregat         | 4de9sf, 2de8sf(c), 3de9sf(id), 3de9sf(i), Pde6                 | |
| 86   | Castellers de Vilafranca          | 1 de novembre de 2018  | Diada de Tots Sants                          | Plaça de la Vila, Vilafranca del Penedès        | Intent           | 3de10fm, Tde8sf(i), 2de9fm, 5de9f(i), 4de9f, Pde6              | |
| 87   | Colla Vella dels Xiquets de Valls | 28 de juliol de 2019   | Festa Major de Vilallonga del Camp           | Plaça de l'Església, Vilallonga del Camp        | Intent desmuntat | 3de9f, 2de8sf(id), 4de9f, 3de8p, Pde6                          | |
| 88   | Colla Vella dels Xiquets de Valls | 24 d'agost de 2019     | Festa Major del Catllar                      | Plaça de la Vila, el Catllar                    | Descarregat      | 4d9fp, 2de8sf, 3de9f, Pde8fm                                   | Primer 2de8sf descarregat al Catllar.                                                                               |
| 89   | Colla Vella dels Xiquets de Valls | 25 d'agost de 2019     | Festa Major de l'Arboç                       | Carrer Major, l'Arboç                           | Descarregat      | 4d9fp, 2de8sf, 3de9f, Pde7f                                    | Primer 2de8sf descarregat a l'Arboç.                                                                                |
| 90   | Colla Joves Xiquets de Valls      | 30 d'agost de 2019     | Diada de Sant Fèlix 2019                     | Plaça de la Vila, Vilafranca del Penedès        | Descarregat      | 2de8sf, 3de9sf(id), 3de9sf(i), 3de9f(id), 3de9f(id), Pde5      | |
| 91   | Colla Vella dels Xiquets de Valls | 30 d'agost de 2019     | Diada de Sant Fèlix 2019                     | Plaça de la Vila, Vilafranca del Penedès        | Descarregat      | 4de9sf(c), 2de8sf, 5de9f(id), 5de9f, Pde6                      | |
| 92   | Colla Vella dels Xiquets de Valls | 15 de setembre de 2019 | Diada del primer diumenge de festes          | Plaça de la Font, Tarragona                     | Descarregat      | 4de9sf, 2de8sf, 5de9f, Pde6                                    | |
| 93   | Colla Vella dels Xiquets de Valls | 5 d'octubre de 2019    | Diada del Mercadal                           | Plaça del Mercadal, Reus                        | Descarregat      | 2de8sf, 5de9fa, 2de9fm, Pde6                                   | |
| 94   | Colla Joves Xiquets de Valls      | 13 d'octubre de 2019   | Diada de Santa Teresa                        | Plaça Vella, El Vendrell                        | Descarregat      | 3de9f, 2de8sf, 4de8p, Pde8fm                                   | |
| 95   | Colla Joves Xiquets de Valls      | 27 d'octubre de 2019   | Diada de Santa Úrsula                        | Plaça del Blat, Valls                           | Descarregat      | 2de8sf, 3de9sf(id), 4de9f, 3de9sf(i), 3de9sf(c), Pde7f         | |
| 96   | Colla Vella dels Xiquets de Valls | 27 d'octubre de 2019   | Diada de Santa Úrsula                        | Plaça del Blat, Valls                           | Descarregat      | 4de9sf, 3de9sf(c), 2de8sf, Pde8fm                              | |

| \| Núm. \| Colla \| Data \| Diada \| Plaça \| Resultat \| Actuació \| Notes \| \| ---- \| --------------------------------- \| ---------------------- \| --------------------------------------- \| ----------------------------------------------- \| ----------- \| --------------------------------------------------------- \| --------------------------------------------------------------- \| \| 97 \| Colla Vella dels Xiquets de Valls \| 30 d'agost de 2022 \| Diada de Sant Fèlix \| Plaça de la Vila, Vilafranca del Penedès \| Carregat \| 2de9fm(i), 3de9f, 2de8sf(c), 4de9f, Pde7f \| \| \| 98 \| Colla Joves Xiquets de Valls \| 10 de setembre de 2022 \| Diada Nacional de Catalunya \| Plaça del Blat, Valls \| Carregat \| 3de9f, 5de8, 2de8sf(c), Pde5 \| Tot i la diversitat d'opinions, la colla el considera carregat. \| \| 99 \| Colla Vella dels Xiquets de Valls \| 18 de setembre de 2022 \| Diada del primer diumenge de festes \| Plaça de la Font, Tarragona \| Descarregat \| 3de9f, 2de8sf, 4de9fp(i), 4de9f, Pde7f \| \| \| 100 \| Colla Vella dels Xiquets de Valls \| 2 d'octubre de 2022 \| XXVIII Concurs de castells de Tarragona \| Tarraco Arena Plaça, Tarragona \| Carregat \| 2de8sf(c), 4de9sf(i), 3de9f, 4de9f \| \| \| 101 \| Colla Joves Xiquets de Valls \| 2 d'octubre de 2022 \| XXVIII Concurs de castells de Tarragona \| Tarraco Arena Plaça, Tarragona \| Intent \| 4de9sf, 2de8sf(i), 2de8sf(c), 5de9f(c) \| \| \| 102 \| Colla Joves Xiquets de Valls \| 2 d'octubre de 2022 \| XXVIII Concurs de castells de Tarragona \| Tarraco Arena Plaça, Tarragona \| Carregat \| 4de9sf, 2de8sf(i), 2de8sf(c), 5de9f(c) \| \| \| 103 \| Colla Joves Xiquets de Valls \| 23 d'octubre de 2022 \| Diada de Santa Úrsula \| Plaça del Blat, Valls \| Intent \| 4de9sf, 2de8sf(i), 3de9f, 5de9f(c), 2 Pde5 \| \| \| 104 \| Colla Vella dels Xiquets de Valls \| 23 d'octubre de 2022 \| Diada de Santa Úrsula \| Plaça del Blat, Valls \| Descarregat \| 4de9fp, 2de8sf, 3de9sf(i), 3de9f, 2 Pde5 \| \| \| 105 \| Colla Vella dels Xiquets de Valls \| 30 d'agost de 2023 \| Diada de Sant Fèlix \| Plaça de la Vila, Vilafranca del Penedès \| Carregat \| 4de9fp, 2de8sf(c), 4de9f, Pde7f \| \| \| 106 \| Colla Joves Xiquets de Valls \| 16 de setembre de 2023 \| Diada de Festa Major Petita a Altafulla \| Plaça del Pou, Altafulla \| Carregat \| 3de9f, 2de8sf(c), 5de8, Pde8fm \| \| \| 107 \| Colla Vella dels Xiquets de Valls \| 7 d'octubre de 2023 \| Diada del Mercadal \| Plaça del Mercadal, Reus \| Carregat \| 4de9fa(c), 2de8sf(c), 4de9f, Pde7f \| \| \| 108 \| Colla Joves Xiquets de Valls \| 22 d'octubre de 2023 \| Diada de Santa Úrsula \| Plaça del Blat, Valls \| Carregat \| 4de9sf, 3de10fm(i), 2de8sf(c), 5de9f, Pde8fm \| \| \| 109 \| Colla Vella dels Xiquets de Valls \| 22 d'octubre de 2023 \| Diada de Santa Úrsula \| Plaça del Blat, Valls \| Carregat \| 4de9sf, 4de10fm(i), 2de8sf(c), 4de10fm(i), 4de9fa, Pde8fm \| \| \| 110 \| Colla Joves Xiquets de Valls \| 7 d'agost de 2024 \| Diada castellera de Firagost \| Plaça del Blat, Valls \| Descarregat \| 3de9f, 4de9f, 2de8sf, Pde8fm \| \| \| 111 \| Colla Joves Xiquets de Valls \| 15 d'agost de 2024 \| Festa Major de la Bisbal del Penedès \| Carrer del Doctor Robert, la Bisbal del Penedès \| Descarregat \| 3de9f, 2de8sf, 4de9f, Pde8fm \| \| \| 112 \| Colla Vella dels Xiquets de Valls \| 25 d'agost de 2024 \| Festa Major de l'Arboç \| Plaça de la Vila, l'Arboç \| Carregat \| 3de9f, 2de8sf, 4de9f, Pde7f \| \| \| 113 \| Colla Joves Xiquets de Valls \| 30 d'agost de 2024 \| Diada de Sant Fèlix 2024 \| Plaça de la Vila, Vilafranca del Penedès \| Carregat \| 2de8sf(c), 3de9f, 4de9sf(id), 4de9f, Pde8fm \| \| \| 114 \| Colla Joves Xiquets de Valls \| 6 d'octubre de 2024 \| XXIX Concurs de castells de Tarragona \| Tarraco Arena Plaça, Tarragona \| Carregat \| Pde8fm, 2de8sf(c), 3de10fm(i), 3de10fm(i), 3de9f \| \| \| 115 \| Colla Joves Xiquets de Valls \| 27 d'octubre de 2024 \| Diada de Santa Úrsula \| Plaça del Blat, Valls \| Descarregat \| 3de10fm(c), 2de8sf \| \| \| 116 \| Colla Joves Xiquets de Valls \| 15 d'agost de 2025 \| Festa Major de la Bisbal del Penedès \| Carrer del Doctor Robert, la Bisbal del Penedès \| Carregat \| 3de9f, 2de8sf(c), 4de9f, Pde8fm \| \| |                                   |                        |                                         |                                                 |             |                                                           |                                                                 |
| Núm. | Colla                             | Data                   | Diada                                   | Plaça                                           | Resultat    | Actuació                                                  | Notes                                                           |
| 97 | Colla Vella dels Xiquets de Valls | 30 d'agost de 2022     | Diada de Sant Fèlix                     | Plaça de la Vila, Vilafranca del Penedès        | Carregat    | 2de9fm(i), 3de9f, 2de8sf(c), 4de9f, Pde7f                 |                                                                 |
| 98 | Colla Joves Xiquets de Valls      | 10 de setembre de 2022 | Diada Nacional de Catalunya             | Plaça del Blat, Valls                           | Carregat    | 3de9f, 5de8, 2de8sf(c), Pde5                              | Tot i la diversitat d'opinions, la colla el considera carregat. |
| 99 | Colla Vella dels Xiquets de Valls | 18 de setembre de 2022 | Diada del primer diumenge de festes     | Plaça de la Font, Tarragona                     | Descarregat | 3de9f, 2de8sf, 4de9fp(i), 4de9f, Pde7f                    |                                                                 |
| 100 | Colla Vella dels Xiquets de Valls | 2 d'octubre de 2022    | XXVIII Concurs de castells de Tarragona | Tarraco Arena Plaça, Tarragona                  | Carregat    | 2de8sf(c), 4de9sf(i), 3de9f, 4de9f                        |                                                                 |
| 101 | Colla Joves Xiquets de Valls      | 2 d'octubre de 2022    | XXVIII Concurs de castells de Tarragona | Tarraco Arena Plaça, Tarragona                  | Intent      | 4de9sf, 2de8sf(i), 2de8sf(c), 5de9f(c)                    |                                                                 |
| 102 | Colla Joves Xiquets de Valls      | 2 d'octubre de 2022    | XXVIII Concurs de castells de Tarragona | Tarraco Arena Plaça, Tarragona                  | Carregat    | 4de9sf, 2de8sf(i), 2de8sf(c), 5de9f(c)                    |                                                                 |
| 103 | Colla Joves Xiquets de Valls      | 23 d'octubre de 2022   | Diada de Santa Úrsula                   | Plaça del Blat, Valls                           | Intent      | 4de9sf, 2de8sf(i), 3de9f, 5de9f(c), 2 Pde5                |                                                                 |
| 104 | Colla Vella dels Xiquets de Valls | 23 d'octubre de 2022   | Diada de Santa Úrsula                   | Plaça del Blat, Valls                           | Descarregat | 4de9fp, 2de8sf, 3de9sf(i), 3de9f, 2 Pde5                  |                                                                 |
| 105 | Colla Vella dels Xiquets de Valls | 30 d'agost de 2023     | Diada de Sant Fèlix                     | Plaça de la Vila, Vilafranca del Penedès        | Carregat    | 4de9fp, 2de8sf(c), 4de9f, Pde7f                           |                                                                 |
| 106 | Colla Joves Xiquets de Valls      | 16 de setembre de 2023 | Diada de Festa Major Petita a Altafulla | Plaça del Pou, Altafulla                        | Carregat    | 3de9f, 2de8sf(c), 5de8, Pde8fm                            |                                                                 |
| 107 | Colla Vella dels Xiquets de Valls | 7 d'octubre de 2023    | Diada del Mercadal                      | Plaça del Mercadal, Reus                        | Carregat    | 4de9fa(c), 2de8sf(c), 4de9f, Pde7f                        |                                                                 |
| 108 | Colla Joves Xiquets de Valls      | 22 d'octubre de 2023   | Diada de Santa Úrsula                   | Plaça del Blat, Valls                           | Carregat    | 4de9sf, 3de10fm(i), 2de8sf(c), 5de9f, Pde8fm              |                                                                 |
| 109 | Colla Vella dels Xiquets de Valls | 22 d'octubre de 2023   | Diada de Santa Úrsula                   | Plaça del Blat, Valls                           | Carregat    | 4de9sf, 4de10fm(i), 2de8sf(c), 4de10fm(i), 4de9fa, Pde8fm |                                                                 |
| 110 | Colla Joves Xiquets de Valls      | 7 d'agost de 2024      | Diada castellera de Firagost            | Plaça del Blat, Valls                           | Descarregat | 3de9f, 4de9f, 2de8sf, Pde8fm                              |                                                                 |
| 111 | Colla Joves Xiquets de Valls      | 15 d'agost de 2024     | Festa Major de la Bisbal del Penedès    | Carrer del Doctor Robert, la Bisbal del Penedès | Descarregat | 3de9f, 2de8sf, 4de9f, Pde8fm                              |                                                                 |
| 112 | Colla Vella dels Xiquets de Valls | 25 d'agost de 2024     | Festa Major de l'Arboç                  | Plaça de la Vila, l'Arboç                       | Carregat    | 3de9f, 2de8sf, 4de9f, Pde7f                               |                                                                 |
| 113 | Colla Joves Xiquets de Valls      | 30 d'agost de 2024     | Diada de Sant Fèlix 2024                | Plaça de la Vila, Vilafranca del Penedès        | Carregat    | 2de8sf(c), 3de9f, 4de9sf(id), 4de9f, Pde8fm               |                                                                 |
| 114 | Colla Joves Xiquets de Valls      | 6 d'octubre de 2024    | XXIX Concurs de castells de Tarragona   | Tarraco Arena Plaça, Tarragona                  | Carregat    | Pde8fm, 2de8sf(c), 3de10fm(i), 3de10fm(i), 3de9f          |                                                                 |
| 115 | Colla Joves Xiquets de Valls      | 27 d'octubre de 2024   | Diada de Santa Úrsula                   | Plaça del Blat, Valls                           | Descarregat | 3de10fm(c), 2de8sf                                        |                                                                 |
| 116 | Colla Joves Xiquets de Valls      | 15 d'agost de 2025     | Festa Major de la Bisbal del Penedès    | Carrer del Doctor Robert, la Bisbal del Penedès | Carregat    | 3de9f, 2de8sf(c), 4de9f, Pde8fm                           |                                                                 |

| Núm. | Colla                             | Data                   | Diada                                   | Plaça                                           | Resultat    | Actuació                                                  | Notes                                                           |
| ---- | --------------------------------- | ---------------------- | --------------------------------------- | ----------------------------------------------- | ----------- | --------------------------------------------------------- | --------------------------------------------------------------- |
| 97   | Colla Vella dels Xiquets de Valls | 30 d'agost de 2022     | Diada de Sant Fèlix                     | Plaça de la Vila, Vilafranca del Penedès        | Carregat    | 2de9fm(i), 3de9f, 2de8sf(c), 4de9f, Pde7f                 |                                                                 |
| 98   | Colla Joves Xiquets de Valls      | 10 de setembre de 2022 | Diada Nacional de Catalunya             | Plaça del Blat, Valls                           | Carregat    | 3de9f, 5de8, 2de8sf(c), Pde5                              | Tot i la diversitat d'opinions, la colla el considera carregat. |
| 99   | Colla Vella dels Xiquets de Valls | 18 de setembre de 2022 | Diada del primer diumenge de festes     | Plaça de la Font, Tarragona                     | Descarregat | 3de9f, 2de8sf, 4de9fp(i), 4de9f, Pde7f                    |                                                                 |
| 100  | Colla Vella dels Xiquets de Valls | 2 d'octubre de 2022    | XXVIII Concurs de castells de Tarragona | Tarraco Arena Plaça, Tarragona                  | Carregat    | 2de8sf(c), 4de9sf(i), 3de9f, 4de9f                        |                                                                 |
| 101  | Colla Joves Xiquets de Valls      | 2 d'octubre de 2022    | XXVIII Concurs de castells de Tarragona | Tarraco Arena Plaça, Tarragona                  | Intent      | 4de9sf, 2de8sf(i), 2de8sf(c), 5de9f(c)                    |                                                                 |
| 102  | Colla Joves Xiquets de Valls      | 2 d'octubre de 2022    | XXVIII Concurs de castells de Tarragona | Tarraco Arena Plaça, Tarragona                  | Carregat    | 4de9sf, 2de8sf(i), 2de8sf(c), 5de9f(c)                    |                                                                 |
| 103  | Colla Joves Xiquets de Valls      | 23 d'octubre de 2022   | Diada de Santa Úrsula                   | Plaça del Blat, Valls                           | Intent      | 4de9sf, 2de8sf(i), 3de9f, 5de9f(c), 2 Pde5                |                                                                 |
| 104  | Colla Vella dels Xiquets de Valls | 23 d'octubre de 2022   | Diada de Santa Úrsula                   | Plaça del Blat, Valls                           | Descarregat | 4de9fp, 2de8sf, 3de9sf(i), 3de9f, 2 Pde5                  |                                                                 |
| 105  | Colla Vella dels Xiquets de Valls | 30 d'agost de 2023     | Diada de Sant Fèlix                     | Plaça de la Vila, Vilafranca del Penedès        | Carregat    | 4de9fp, 2de8sf(c), 4de9f, Pde7f                           |                                                                 |
| 106  | Colla Joves Xiquets de Valls      | 16 de setembre de 2023 | Diada de Festa Major Petita a Altafulla | Plaça del Pou, Altafulla                        | Carregat    | 3de9f, 2de8sf(c), 5de8, Pde8fm                            |                                                                 |
| 107  | Colla Vella dels Xiquets de Valls | 7 d'octubre de 2023    | Diada del Mercadal                      | Plaça del Mercadal, Reus                        | Carregat    | 4de9fa(c), 2de8sf(c), 4de9f, Pde7f                        |                                                                 |
| 108  | Colla Joves Xiquets de Valls      | 22 d'octubre de 2023   | Diada de Santa Úrsula                   | Plaça del Blat, Valls                           | Carregat    | 4de9sf, 3de10fm(i), 2de8sf(c), 5de9f, Pde8fm              |                                                                 |
| 109  | Colla Vella dels Xiquets de Valls | 22 d'octubre de 2023   | Diada de Santa Úrsula                   | Plaça del Blat, Valls                           | Carregat    | 4de9sf, 4de10fm(i), 2de8sf(c), 4de10fm(i), 4de9fa, Pde8fm |                                                                 |
| 110  | Colla Joves Xiquets de Valls      | 7 d'agost de 2024      | Diada castellera de Firagost            | Plaça del Blat, Valls                           | Descarregat | 3de9f, 4de9f, 2de8sf, Pde8fm                              |                                                                 |
| 111  | Colla Joves Xiquets de Valls      | 15 d'agost de 2024     | Festa Major de la Bisbal del Penedès    | Carrer del Doctor Robert, la Bisbal del Penedès | Descarregat | 3de9f, 2de8sf, 4de9f, Pde8fm                              |                                                                 |
| 112  | Colla Vella dels Xiquets de Valls | 25 d'agost de 2024     | Festa Major de l'Arboç                  | Plaça de la Vila, l'Arboç                       | Carregat    | 3de9f, 2de8sf, 4de9f, Pde7f                               |                                                                 |
| 113  | Colla Joves Xiquets de Valls      | 30 d'agost de 2024     | Diada de Sant Fèlix 2024                | Plaça de la Vila, Vilafranca del Penedès        | Carregat    | 2de8sf(c), 3de9f, 4de9sf(id), 4de9f, Pde8fm               |                                                                 |
| 114  | Colla Joves Xiquets de Valls      | 6 d'octubre de 2024    | XXIX Concurs de castells de Tarragona   | Tarraco Arena Plaça, Tarragona                  | Carregat    | Pde8fm, 2de8sf(c), 3de10fm(i), 3de10fm(i), 3de9f          |                                                                 |
| 115  | Colla Joves Xiquets de Valls      | 27 d'octubre de 2024   | Diada de Santa Úrsula                   | Plaça del Blat, Valls                           | Descarregat | 3de10fm(c), 2de8sf                                        |                                                                 |
| 116  | Colla Joves Xiquets de Valls      | 15 d'agost de 2025     | Festa Major de la Bisbal del Penedès    | Carrer del Doctor Robert, la Bisbal del Penedès | Carregat    | 3de9f, 2de8sf(c), 4de9f, Pde8fm                           |                                                                 |

## Estadística
| Resultat              |
| --------------------- |
| Descarregat (D)       |
| Carregat (C)          |
| Intent (I)            |
| Intent desmuntat (ID) |

Actualitzat a 16 de agost del 2025

### Nombre de vegades
Fins a l'actualitat s'han fet 115 temptatives d'aquest castell, de les quals en 32 ocasions s'ha aconseguit descarregar, per part dels Castellers de Vilafranca, la Colla Vella dels Xiquets de Valls i la Colla Joves Xiquets de Valls.
| Núm.        | Colla                             | Resultats globals | Resultats globals | Resultats globals | Resultats globals | Total | Resultats parcials | Resultats parcials | Resultats parcials |
| Núm.        | Colla                             | D                 | C                 | I                 | ID                | Total | Assolit (D+C)      | No assolit (I+ID)  | Caigudes (C+I)     |
| ----------- | --------------------------------- | ----------------- | ----------------- | ----------------- | ----------------- | ----- | ------------------ | ------------------ | ------------------ |
| 1           | Colla Vella dels Xiquets de Valls | 12                | 13                | 8                 | 3                 | 36    | 25                 | 11                 | 21                 |
| 2           | Colla Joves Xiquets de Valls      | 11                | 15                | 17                | 3                 | 46    | 26                 | 20                 | 32                 |
| 3           | Castellers de Vilafranca          | 9                 | 14                | 7                 | 1                 | 31    | 23                 | 8                  | 21                 |
| 4           | Minyons de Terrassa               | 0                 | 0                 | 3                 | 0                 | 3     | 0                  | 3                  | 3                  |
| Total       | Total                             | 32                | 42                | 35                | 7                 | 115   | 74                 | 42                 | 77                 |
| Percentatge | Percentatge                       | 28%               | 36%               | 30%               | 6%                | 100%  | 64%                | 36%                | 66%                |

### Poblacions
| Núm.  | Població                     | D  | C  | I  | ID | Total |
| ----- | ---------------------------- | -- | -- | -- | -- | ----- |
| 1     | Vilafranca                   | 10 | 10 | 7  | 0  | 27    |
| 2     | Valls                        | 8  | 9  | 11 | 2  | 30    |
| 3     | Tarragona                    | 5  | 15 | 8  | 1  | 29    |
| 4     | El Vendrell                  | 2  | 2  | 1  | 1  | 6     |
| 5     | Reus                         | 2  | 1  | 1  | 0  | 4     |
| 6     | La Bisbal del Penedès        | 2  | 1  | 0  | 1  | 4     |
| 7     | L'Arboç                      | 1  | 1  | 0  | 0  | 2     |
| 8     | Vilallonga del Camp          | 1  | 0  | 0  | 1  | 2     |
| 9     | El Catllar                   | 1  | 0  | 0  | 0  | 1     |
| 10    | Altafulla                    | 0  | 1  | 0  | 0  | 1     |
| 11    | Vila-rodona                  | 0  | 2  | 4  | 0  | 6     |
| 12    | Santa Margarida i els Monjos | 0  | 0  | 1  | 0  | 1     |
| 13    | Girona                       | 0  | 0  | 1  | 0  | 1     |
| 14    | Terrassa                     | 0  | 0  | 1  | 0  | 1     |
| 15    | Barcelona                    | 0  | 0  | 0  | 1  | 1     |
| Total | Total                        | 32 | 42 | 35 | 7  | 116   |

### Temporades
La taula següent mostra totes les ocasions en què el 2 de 8 sense folre ha estat intentat per les colles al llarg de les temporades, des del primer intentat el 1987.
| Colla                             | 1987 | 1994 |  | 1996 |  | 1999   | 2000   | 2001    | 2002 |  | 2004        | 2005 | 2006    | 2007 | 2008   |  | 2010   | 2011 | 2012 |  | 2014   | 2015            | 2016   | 2017       | 2018            | 2019    |  | 2022       | 2023 | 2024   | 2025 | Total              |
| --------------------------------- | ---- | ---- |  | ---- |  | ------ | ------ | ------- | ---- |  | ----------- | ---- | ------- | ---- | ------ |  | ------ | ---- | ---- |  | ------ | --------------- | ------ | ---------- | --------------- | ------- |  | ---------- | ---- | ------ | ---- | ------------------ |
| Colla Vella dels Xiquets de Valls |      |      |  |      |  |        | 1c, 1i | 1i, 1id | 1i   |  | 3i          |      | 1c, 1id | 1i   |        |  |        |      |      |  | 1c     | 2c 2i           |        | 1c         | 4d,1c           | 6d, 1id |  | 2d, 2c     | 3c   | 1c     |      | 12d, 13c, 8i, 3id  |
| Colla Joves Xiquets de Valls      | 1i   | 1i   |  | 2i   |  |        |        | 1i      |      |  | 1c, 1id     | 4i   |         | 1i   | 1i     |  |        |      |      |  | 1c, 1i |                 | 2i     | 2d, 2c, 1i | 3d, 4c, 2id     | 3d      |  | 2c, 2i     | 2c   | 3d, 2c | 1c   | 11d, 15c, 17i, 3id |
| Castellers de Vilafranca          |      |      |  |      |  | 1c, 1i | 1c, 1i | 3i      |      |  | 2c          |      | 1c      |      | 1c     |  | 1d, 1i | 2d   | 2d   |  | 1c     | 1d, 2c, 1id     | 2c     | 3d, 1c     | 2c, 1i          |         |  |            |      |        |      | 9d, 14c, 7i, 1id   |
| Minyons de Terrassa               |      |      |  |      |  |        |        |         |      |  |             |      |         |      |        |  |        |      |      |  |        | 1i              | 1i     |            | 1i              |         |  |            |      |        |      | 3i                 |
| Total                             | 1i   | 1i   |  | 2i   |  | 1c, 1i | 2c, 2i | 5i, 1id | 1i   |  | 3c, 3i, 1id | 4i   | 2c, 1id | 2i   | 1c, 1i |  | 1d, 1i | 2d   | 2d   |  | 3c, 1i | 1d, 4c, 3i, 1id | 2c, 3i | 5d, 4c, 1i | 7d, 7c, 2i, 2id | 9d, 1id |  | 1d, 3c, 1i | 5c   | 3d, 3c | 1c   | 32d, 42c, 35i, 7id |